# 遊☆戯☆王オフィシャルカードゲーム
『遊☆戯☆王オフィシャルカードゲーム』（ゆうぎおうオフィシャルカードゲーム）は、高橋和希の漫画『遊☆戯☆王』およびメディアミックス作品に登場する架空のカードゲーム『マジック・アンド・ウィザーズ』（アニメ版での呼称は『デュエルモンスターズ』）をモチーフにして、コナミデジタルエンタテインメントが製作・販売しているトレーディングカードゲーム。略称は「遊☆戯☆王（遊戯王）OCG」または「OCG」。
1998年にバンダイから発売された『遊☆戯☆王カードダス』についても本項で取り扱う。
2014年にはギネスブック 2014で最も売れているカードゲームに認定されている。

## 概要
1999年2月4日に「Vol.1」が発売されて以来、ブースターシリーズだけでも80弾以上（2019年8月現在）、2014年1月に15周年を迎える長期シリーズとなっている。カードゲームとしてだけでなく、原作漫画・アニメのグッズとしての側面も持ち、幅広い層に人気がある。
本作は日本国外にも展開しており、2009年7月7日にはギネス・ワールド・レコーズに「世界で最も販売枚数の多いトレーディングカードゲーム」として認定された。

更に2011年6月14日には記録を自己更新し、販売枚数251億7000万枚を突破している。
メディアミックスに伴い、数年おきに商品名称、及びロゴデザインが下記のように変更されている。但し、名称が変更されても過去のカードと完全互換で使用できるように、カード裏面のロゴデザインは「デュエルモンスターズ」から変更されていない。2017年3月からは再び「デュエルモンスターズ」のロゴに戻し展開されている。
- 『遊☆戯☆王オフィシャルカードゲーム デュエルモンスターズ』 - 1999年2月 - 2008年3月、2017年3月 - 現在。
- 『遊☆戯☆王ファイブディーズ オフィシャルカードゲーム』 - 2008年3月 - 2011年3月。テレビアニメ『遊☆戯☆王5D's』の放送開始に伴う変更。
- 『遊☆戯☆王ゼアル オフィシャルカードゲーム』 - 2011年3月 - 2014年3月。テレビアニメ『遊☆戯☆王ZEXAL』の放送開始に伴う変更。
- 『遊☆戯☆王アーク・ファイブ オフィシャルカードゲーム』 - 2014年3月 - 2017年3月。テレビアニメ『遊☆戯☆王ARC-V』の放送開始に伴う変更。

また、2019年冬に発表された『遊☆戯☆王ラッシュデュエル』は、新設されたラッシュデュエルルール、およびそれに対応したカードフォーマットにより、遊戯王のルールを応用しながらほぼ専用のシリーズとなっている。

## 特色
一般的な漫画・アニメのキャラクターをモチーフにしたトレーディングカードゲーム（以下、TCG）では、原作に登場するキャラクター、劇中のシーン等がカード自体にデザインされ効果を付与される場合が多いが、本作では原作・アニメの主人公などでもカード自体にキャラクター等を前面に出してデザインされることは稀である。
これは原作漫画がTCGを題材としており、本作が原作内TCGを再現するというコンセプトで作られているためである。一方でゲームのルール整備が不十分な点も存在する（後述の裁定の項目を参照）。また、他のTCGは基本的に同一の世界観をもとにした背景やストーリーなどを持つものが多いが、本作では原作の世界観が基本的に由来する古代エジプト神話の他、一般的なドラゴン、魔法使いまたは騎士といったファンタジー、世界各国の神話・伝承、アメコミ的なモダンキャラクター、侍、忍者といった日本も含めた東洋風の題材、SFなど、様々なタイプのキャラクターが登場する。
カードゲームの取り扱いを専門分野とする実業家の池田芳正は、遊戯王OCGを「MTGとは全く違う、ごっこ遊びとしてのTCGの価値を作り出した存在だ」と評している。
なお、このタイトルの関連書籍等の出版についてはコナミと集英社が独占契約を結んでおり、関連書籍はすべて集英社から発行されるため、他出版社発行の少年誌、ホビー雑誌やTCG情報誌に本作の情報が掲載されることはない。

## 原作・アニメとの関係
前述の通り、当オフィシャルカードゲームは、原作漫画『遊☆戯☆王』に登場する架空のカードゲーム『マジック・アンド・ウィザーズ』（M&W）をモチーフにしている。ただし、ルールは細部で異なっており、完全再現はされていない。相違点が多岐にわたるほか、原作のM&Wは複数のルールが存在しているため、具体的な相違点についての説明は省略する。
アニメでは『マジック・アンド・ウィザーズ』ではなく、『デュエルモンスターズ』という名称に改められた。
1998年に東映アニメーションが制作したアニメ第1作『遊☆戯☆王』では、まだカードが商品化されていなかったため、原作のデザインを踏襲したカードが登場。カードイラストは原作のものに準拠しており、カード名やテキストは手書きであった（劇場版では印刷字体の文字に変わっている）。ただし、カード裏面のデザインのみ原作のものと異なっている。
遊戯王OCG発売後、NAS・ぎゃろっぷが制作する『遊☆戯☆王デュエルモンスターズ』以降のシリーズでは、作中に実商品をスキャンしたものを登場させるようになり、番組自体が遊戯王OCGの販売促進としての意味合いをもつようになった。カードの印刷面をスキャンした演出は『デュエル・マスターズ』や『バトルスピリッツ』などの後のカードゲームアニメに大きな影響を与えた。ただしゲームのルールや進行は基本的に原作に準拠しているため、実際のOCGのルールと異なる部分も多い。その代わりに、ときおりOCGのルールに合わせてゲーム内容が原作のものより修正されている場合もある。

## ルール
遊戯王OCGは1対1で対戦するゲームである。各プレイヤーは40 - 60枚のカードを自由に組み合わせた「メインデッキ」を用意する。さらに「エクストラデッキ」「サイドデッキ」なども必要に応じて用意する。
試合は基本的にマッチ形式で行われ、1戦目のデュエル（対戦することを『デュエル』という）は初期状態のデッキを使用する。デュエルが決着した後は、メインデッキとサイドデッキのカードを入れ替える「サイドチェンジ」を行うことができるが、この際にデッキの枚数が変わってはならない。1回の試合は3回のデュエルのうち、先に2回勝利したプレイヤーが勝者となる。
プレイヤーの耐久力はライフポイントと呼ばれる数値で表される。初期値は8,000で、ゲーム中増減し、上限は無く、下限の0となったら負けとなる。また、メインデッキが0枚になり、さらにカードをドローする時にカードを引けないプレイヤーは、「デッキ切れ」となりデュエルに敗北する。このほかに特殊な勝利条件を成立させた場合も勝敗が決着する。勝敗の判定が、両者で同時に発生した場合は引き分けとなる。
1マッチの制限時間は40分となり、これを経てマッチの決着が付かない場合は、「エキストラターン」となり、3ターンが終了した後にライフが多いプレイヤーが勝者となる。これでも決着しない場合は、「サドンデス」となり、先にライフが減少したプレイヤーを敗者とする。
長期にわたる展開もあって、後述する「コスト」「発動タイミング」といった判別困難なルールなど、遊戯王は複雑さを増している。
また、カードの効果や召喚方法を読み上げることは遊戯王だけでなく、その他トレーディングカードゲームに影響された。

## デュエルの流れ

### デュエル前に準備するもの
デッキ1式
その他必要に応じて電卓、メモ、筆記用具、サイコロ、コイン、トークン、カウンター(カードの効果を示す目印)などを用意する。

### デュエル開始準備
1. 着座後、対戦相手に挨拶し握手する。
2. サイドデッキ、エクストラデッキを使用する場合対戦相手に申告する。
3. メインデッキをよくシャッフルし、ジャンケンなどで先攻、後攻を決定した後、お互いにデッキの上から５枚ずつカードを手札として引く（マッチ2戦目以降の先攻後攻の選択権は前のデュエルの敗者が有する）。
4. 以降、自ターン開始時ごとにデッキよりカードを1枚ドローする。ただし、先攻1ターン目はドローしない。

### 基本的なデュエルの進行
カードの効果によって、以下の流れに従わない場合もあるが、その例などは省く。
ドローフェイズ
自分のメインデッキよりカードを1枚ドローする。先攻1ターン目はドローしないが、ドローフェイズ自体は行う。
他に罠、速攻魔法等（以下、罠等）「スペルスピード2及び3」（スペルスピードについては後述）の効果を発動できる。罠等の発動は基本的に任意のタイミングで発動できるので、以下のフェイズ説明では省略する。
スタンバイフェイズ
次の「メインフェイズ1」に移行するまでの移行段階。効果テキストに「スタンバイフェイズに-する」等の効果を持つカードの処理を行う。それ以外に能動的に何かすることは不可能。
メインフェイズ1
自ターンであれば「スペルスピード1」の効果の発動、モンスターの通常召喚（自ターンに1度）及び表示形式の変更、カードのセットなどを行える。
バトルフェイズ
モンスターによる戦闘を行う。モンスターが存在していなくてもバトルフェイズに突入することはできる。先攻1ターン目のみ、バトルフェイズは存在しない。
このフェイズ中自軍の表側攻撃表示モンスターの数だけ以下の各ステップを行うことができ、全ての処理が終了すればバトルフェイズ終了となる。
スタートステップ
バトルフェイズの開始を宣言する。
バトルステップ
自軍の表側攻撃表示モンスターを宣言し、攻撃対象を選択し攻撃を行う。「攻撃宣言時〜する」という効果はこの時発動する。
ダメージステップ
以下の5つの段階を踏み進行する。基本的にカウンター罠、攻守数値増減効果以外の効果は発動できない。
ダメージステップ開始時
ダメージステップを開始する。
ダメージ計算前
裏側表示モンスターに攻撃した場合、ここで表側表示にする。
ダメージ計算時
実際のダメージ計算に入り、ライフポイントの減少や、モンスターの破壊が確定する。
ダメージ計算後
リバースモンスターなどの効果が発動する。
ダメージステップ終了時
戦闘によって破壊が確定したモンスターを墓地へ送る。ダメージステップを終了し、バトルステップに戻る。
エンドステップ
バトルフェイズの終了を宣言する。

メインフェイズ2
メインフェイズ1と同様の行為を行える。バトルフェイズをスキップした場合発生しない。
エンドフェイズ
自ターンの終了を宣言する。この時に自分の手札が7枚以上多く持っている場合は手札を6枚になるように墓地に送らなければならない（ただし例外はある）。終了宣言と同時に「優先権」（後述）は相手に移る。

## カード

### カードに記載されている情報
例外なく以下の基礎データを持つ。（共）の記載は全てのカードに共通して記載されている事項。なお、これらは初期値に過ぎず、元々のステータスやカード名、最大レベル12といった情報さえ効果によって変動しうる。
名称（共）（カード上部）
カード名。
カード名に特定の文字列を含んでいる場合、特定のカードによる恩恵を受けたり発動条件を満たしたりできることがある。
属性（カード名の右）
闇、光、地、水、炎、風、神の7属性がアイコン表示されている。効果による例外を除けば、必ずこの7つの内のいずれか1つを有する。
後述する種族もそうだが、属性間での相性等は存在しない。
レベル（カード名とイラストの間）
モンスターのレベルを星数で表している。「星数＝レベル」となる。レベル0という例外が存在するが、通常は1から12まで。
ランク（カード名とイラストの間）
エクシーズモンスターのみに存在する。レベルと異なり、左側から黒と黄色の星が並んでいる。ランク0という例外が存在するが、通常は1から13まで。
リンクマーカー(イラストの周囲)
リンクモンスターのみに存在する。レベルやランクと異なり、八方向の矢印の中から赤色の矢印を表している。1から6まで。
イラスト（共）（カード中央）
カード一つ一つの世界観を視覚化したもの。
デュエルターミナル表示（共）（イラスト左下）
デュエルターミナルより払い出されたカード（若しくはその目的で作成された付録などのカード）にのみ「DUEL TERMINAL」と記載されており、この表示があるカードはデュエルターミナルで使用できる。
テキスト（共）（カード下部）
カード使用の条件、効果など、ゲームに必要な情報が記載されている。通常モンスターの場合のみフレーバーテキストになる。
同名カードであってもバージョンによって記載文言が異なる場合がある。旧バージョンのカードをデッキ構築に用いることは全く問題ないが、効果解釈は常に最新バージョンおよび最新の裁定に従う。
種族（テキスト欄左上）
魔法使い、ドラゴン、アンデット、戦士、獣戦士、獣、鳥獣、悪魔、天使、昆虫、恐竜、爬虫類、魚、海竜、水、炎、雷、岩石、植物、機械、サイキック、幻神獣、創造神、幻竜、サイバース、幻想魔、の26種類。
属性と同様、これ単体では何の意味も持たないステータスである。「デッキから戦士族１体を手札に加える」等、属性や種族を指定したカードの対象となるかどうかを左右する。
攻撃力・守備力（カード右下）
戦闘に使用する数値。ATKが攻撃力、DEFが守備力となる。
カードナンバー（共）（ペンデュラムモンスターのカード以外イラスト右下、ペンデュラムモンスターのみテキスト欄左下）
収録されたエキスパンジョン、シリーズ、書籍、ゲーム等を示す記号・番号。第1期のカードには存在しない。
パスワード（共）（カード左下）
カード固有の8桁の数字。バージョン、イラスト違いの場合でもこの番号が同一の場合、同名カードとみなされる。この位置に大会賞品と区別するため「Replica」と記載されたカードがあるが、ゲームでの使用が禁止されている訳ではない。また、神属性・幻神族である「オベリスクの巨神兵」や「ラーの翼神竜」、「オシリスの天空竜」、エクシーズモンスターである「マジマジ☆マジシャンギャル」、その他一部の初期のカードにおいても、ゲーム作品における独自のパスワードとの相互性を避けるためにパスワードが記載されていない。
ペンデュラムスケール（カードの左右）
ペンデュラムモンスターにのみ記載されている。ペンデュラムゾーンの右か左のどちらか置いた時にペンデュラム召喚のための目印として、数字は左右同一となっている。
なお、レベルと違ってスケールの大小によってコストが必要ということはない。
なお、魔法カード、罠カードでは、属性、種族、レベル、攻撃力・守備力などモンスターカードに適用される情報の記載はなく、代わって属性の箇所に「魔」（魔法カード）「罠」（罠カード）、レベルの箇所に「永続」「速攻」などの種類を表すアイコンが表示される（通常魔法、通常罠はアイコンがなく、【魔法カード】、【罠カード】表記）。なお、第1期のカードにはアイコンの表記が無い。
リンクマーカー
リンクモンスターにのみ記載されている。カードイラストの枠にそれぞれのメインモンスターゾーンを記したマーカー(矢印)が存在し、そこへの更なるエクストラデッキからのモンスターの特殊召喚や、カード効果などに用いられる。
リンク
リンクモンスターにのみ記載されている。攻撃力の横に「LINK-」と記され、そこにある数字とテキストスペースの召喚条件を満たす事でリンク召喚が可能となるほか、他のリンクモンスターのリンク召喚時の代用素材となる。

### モンスターカード
リンクモンスターを除く全てのモンスターには攻撃力と守備力が設定されており、「攻撃表示（縦位置）」か「守備表示（横位置）」で場に置く。
一部のモンスターは自身を魔法カードの一種として扱う効果を持ち、その場合は魔法・罠ゾーンに移動する。
また、効果などとは別に「チューナー」と記載されているものがあり、これは通常・効果・シンクロといったカードの種類の隔たりとは関係ないシンクロ召喚を行うための特殊な特性である（チューナーであるというだけでは効果モンスターにはならない）。

#### メインデッキ、サイドデッキに用いる物
通常モンスター（枠が黄色）
特殊効果を持たないモンスター。攻守の数値は概ね同レベルの効果モンスターより高い。
効果モンスター（枠が茶色）
カードテキストに書かれた特殊能力を持つ。
融合・儀式・シンクロ・エクシーズ・ペンデュラムの各モンスターにも効果を持つものが多く、これらも広義の効果モンスターと言える。
逆にこれらのモンスターが効果を持っていなくても、通常モンスター扱いにはならない。
特殊召喚モンスター（枠が茶色）
効果モンスターと同じ。基本的に『このカードは通常召喚できない。』と召喚条件のテキストが記されており、召喚条件を満たすと特殊召喚できる。第2期までのテキスト欄に「このカードは通常召喚できない」と記されていない。第9期よりこのような名称として明らかになった。
儀式モンスター（枠が青色）
特定の儀式魔法を発動し、その儀式魔法に記されたレベルだけモンスターをリリースすることで手札より特殊召喚できるモンスター。
ペンデュラムモンスター（枠の上部が茶色または黄色、下部が緑色）
基本的には効果モンスターまたは通常モンスターとして扱うが、魔法カード扱いでペンデュラムゾーンに置くことができる。テキスト上で表記されるワードは「Ｐ」。ペンデュラムモンスターは上部の色彩によって区別化しているため、メインデッキを用いる通常・効果・儀式の他に、エクストラデッキを用いるリンクモンスター以外の融合・シンクロ・エクシーズまで全種類存在する。エクストラデッキに関しては後述の「エクストラデッキ、サイドデッキに用いる物」を参照。ペンデュラム効果とモンスター効果の双方があり、置かれたゾーンによって発動する効果が異なる。
フィールド上に存在している状態から墓地に送られる場合、墓地ではなくエクストラデッキに表側表示で置かれる。手札コスト・召喚を無効にする罠・エクシーズ素材などにより、フィールドに存在していない扱いの場合はそのまま墓地に送られる。

#### エクストラデッキ、サイドデッキに用いる物
融合モンスター（枠が紫色）
融合モンスターのテキストに記載された特定の組み合わせのモンスターが融合召喚が可能なカードに指定された場所にすべてある場合、そのカードを発動させることでエクストラデッキより特殊召喚できるモンスター。
シンクロモンスター（枠が白色）
フィールドに対応するチューナーが存在し、さらにフィールドに存在するチューナー以外のモンスターとのレベルの合計が合致すれば、それらを素材としてエクストラデッキより特殊召喚できるモンスター。テキスト上で表記されるワードは「Ｓ」。
シンクロ召喚に限らずこういった素材のリリースは、通常召喚や効果欄に記載のあるリリースとは異なる扱いになる（「生贄封じの仮面」などリリース阻害効果の影響を受けない）。
エクシーズモンスター（枠が黒色）
フィールドに存在する同じレベルのモンスターを複数重ね、その上にエクシーズモンスターを置く事で特殊召喚できるモンスター。レベルは存在せず、唯一「ランク」を持つカードで、レベルを参照する効果を受けず、それらの効果の対象に選択することもできない。テキスト上で表記されるワードは「Ｘ」。
リンクモンスター（枠が紺色）
カードに示された条件を満たしたモンスターをLINKと書かれた数値分墓地に送る事で特殊召喚できるモンスター。テキスト上で表記されるワードは「Ｌ」。レベルが無いためエクシーズモンスターと同様、レベルに関する効果を受けない。また、守備力を持たず、攻撃表示以外は取る事ができないため守備力や表示形式に関する効果も受けない。
カードにはリンクマーカーと呼ばれる矢印が存在し、その先に存在するモンスターゾーンに対して効力を発揮する。

### モンスター効果の種類
起動効果
自分のターンのメインフェイズに効果の発動を宣言し発動する。マスタールール2からこの効果に限って、召喚・特殊召喚した直後に発動出来ないというルールに変更された。
永続効果
フィールドに存在する限り効果が持続する。発動時以外チェーンが組まれない。
誘発効果
発動条件を満たす行動・状況が発生した場合に発動する。
リバース効果
裏側状態からの反転召喚、魔法などの効果による反転、攻撃を受けダメージ計算のため反転した場合など、表示形式が裏から表になったとき発動する。他にも「表になった時〜する」という効果を持つカードはあるが、テキストで「リバース効果」と明記されていないものはリバース効果とは言わない。
誘発即時効果
効果起動の発動を相手ターンでも任意に行える。この効果のみスペルスピード2である。

### 魔法カード
枠が緑色。初期、および現行バージョンでの読みは「まほうカード（英称：spell card）」であるが、一時期「マジックカード（magic card）」と読まれた時期がある。体力回復やモンスターの特殊召喚、フィールドのカードの除去など様々な効果が得られる。手札から直接使うか事前にフィールドに裏返しで伏せておき、指定された、または任意のタイミングで発動し、フィールドのカードやプレイヤーに特殊効果を与える。
通常魔法（アイコンなし）
自分ターンのメインフェイズでのみ発動出来る。
永続魔法（∞マークのアイコン）
発動後、カードが破壊されるまで効果が持続する。自壊条件が指定されている場合もある。
速攻魔法（稲妻マークのアイコン）
魔法の中で唯一、相手ターンであっても任意のタイミングで発動できる。ただし相手ターンに使用する場合、自分のターンにセットしておく必要がある。また、罠カードと同じくセットしたターンには発動できない。
装備魔法（十字マークのアイコン）
フィールド上の表側表示モンスターに装備して効果を得る。装備したモンスターがフィールドから離れるか裏側表示になった場合、墓地に送られる。
フィールド魔法（十字手裏剣のアイコン）
フィールド全体に特殊効果を及ぼす。基本効果は自分・相手共に及ぶ場合と、自分のみが効果を使用できる場合がある。
新たなフィールド魔法がプレイされ発動が確定した場合、発動済みのフィールド魔法は破壊され、墓地に送られる（効果による破壊とはみなされない）。フィールド魔法のコントローラーの場合、セットしただけで破壊される。
以前はお互いの場のどちらかにしか存在できなかったが、現在は双方に1枚ずつフィールド魔法を展開できるようになった。
儀式魔法（炎のアイコン）
儀式モンスターの儀式召喚に用いる。

### 罠カード
枠が桃色。トラップカードと読む。主に相手プレイヤーの動きに対応して発動し、相手の行動を遮ったり制限を加えるような特殊効果を与える。魔法カードと異なり特殊な場合を除き一旦フィールドにセットしなければ使用できず、またセットしたターンには使えないが、セットしたターンを過ぎれば任意のタイミングで発動できる。一部のカードは発動すると墓地に送られずセット状態に戻るが、この際も同様に「セットされた」ものとみなされてそのターンでの再発動はできない。
通常罠（アイコンなし）
基本的な罠。一度発動すれば効果処理終了後墓地に送られる。
永続罠（∞マークのアイコン）
発動後、カードが破壊されるまで効果が持続する。一期の罠カードは、この永続罠であることが前提であり、効果処理後に破壊される通常罠およびカウンター罠のテキストには「発動後、このカードを破壊する。」という記載がなされていた。
一部のカードは自身をモンスターカードとして扱う効果を有し、その場合はメインモンスターゾーンにも存在している扱いになる（除去カードなどはモンスター・罠双方の影響を受ける）。
カウンター罠（曲がった矢印のアイコン）
全ての効果の中で最も速度が速く、殆どの場合「効果・行為そのもの」を打ち消す効果を持つ。
- （効果打ち消しの例：相手の「ハーピィの羽根帚」にチェーンして「サイクロン」で破壊しても、既に発動した効果を消滅させることはできず「ハーピィの羽根帚」の効果により自分フィールド上の全ての魔法、罠カードは破壊されるが、カウンター罠「マジック・ジャマー」であれば、「ハーピィの羽根帚」の効果自体を無効にできるため、「ハーピィの羽根帚」だけが破壊され墓地に送られる）
- カウンター罠の発動を打ち消せるのは、同じ速度を持つ「カウンター罠」のみである。

### トークンカード
枠が灰色。デッキ構築に用いることは出来ないが、コナミが公式に発行している。トークン（効果モンスターや魔法・罠カードの効果で、モンスター扱いでフィールド上に特殊召喚されるもの）を再現しカード化したもの。以下のトークンカードは例外なくイベント、特典等の限定で配布されている。日本版と違い、海外版のほうがこのトークンのイラストの種類は多い。
なお、トークンの表示は場に置いてトークンとしての区別ができ、表示形態を示すことができるものであれば何でも代用して良いため、これらのトークンカードを事前に用意する必要はなく、あくまでもコレクターアイテムとしての意味合いが強い。
「スケープ・ゴート」の「羊トークン」、「おジャマトリオ」の「おジャマトークン」などがカード化されている。
カードとしては扱われないため、「カードを重ねる」という前提を持つエクシーズ素材にはできず、召喚条件などで「コストによって墓地へ送る」ことが求められる場合も、その素材に使うことはできない。それ以外の素材には（効果で制限がついてない限り）使用可能。

## 召喚の種類、手順
各召喚方法の基本的な手法は以下の通り。特殊召喚の回数制限など、カード効果による例外は基本的に省く。
通常召喚およびアドバンス召喚（Ａ召喚）
ターンプレイヤーが1自ターンに一度、メインフェイズ1か2のいずれかに召喚権を行使してモンスターを手札より表側攻撃表示か裏側守備表示（セット）でフィールドに出す行為。レベル5以上のモンスターを召喚するときはフィールド上のモンスターをコストとしてリリースしアドバンス召喚する（レベル5、6：1体、レベル7以上：2体）。
反転召喚
現在の自ターン以前にセット（裏側守備表示）された、あるいは効果で裏側表示になっているモンスターカードを自ターンのメインフェイズ1か2に、表側攻撃表示に変更すること（表側守備表示へは不可）。
行動自体は既に召喚済みモンスターの表示形式変更であるため、通常召喚の回数制限は受けず、自分のターンに通常召喚でセットしたモンスターはそのターン反転召喚する事は出来ない。
特殊召喚
通常召喚以外で召喚権を行使することなくカードの効果でフィールド上にモンスターを召喚する行為。条件を満たしていれば1ターンに何度でも行える。特殊な場合を除き表側表示で召喚される。
カード効果には記載はないが通常召喚不可能なモンスターには蘇生制限というものがあり、一度「○○することで特殊召喚する」と記載された正規の手段（あるいはそう判定される手段）で特殊召喚してからでなければ墓地から特殊召喚することはできない。「○○でのみ」とある場合はその方法でなければ召喚不可。
特殊召喚の制限には優先順位があり、主に「召喚条件を無視して特殊召喚」＞「○○でのみ特殊召喚（召喚制限）」＞「○○することで特殊召喚（蘇生制限）」＞一般的な特殊召喚という序列となっている。
なお、召喚制限のようで実は蘇生制限のモンスターなどもいるので、テキストの意味をよく把握する必要がある（例：「融合召喚でのみエクストラデッキから特殊召喚できる」＝正規召喚後はエクストラデッキ以外なら融合召喚でなくても可）。
特殊召喚には以下のパターンが存在し、カテゴリによっては規定の手順を必要とする。各召喚方法には、それをテーマとして特化しているカード群が存在する（後述の例のように、特定の共通名称を持つカードが多い）。
融合召喚
「融合」魔法カードを使用し、召喚したい融合モンスターによって決められたカードを、フィールド上もしくは、手札から墓地に送る事によって、エクストラデッキより融合モンスターを特殊召喚する。
「XYZ-ドラゴンキャノン」のようにフィールド上のモンスターを「融合」を使わず素材とする場合や「M・HERO」のように特殊なカードを用いる場合など、融合モンスターカテゴリに割り振られても「融合」を用いるわけではないモンスターが存在する。
主なカード群：E・HERO（エレメンタルヒーロー）、ジェムナイトなど
儀式召喚
儀式魔法により手札から対応する儀式モンスターを特殊召喚する。素材の制限・召喚可能なモンスターなどは全て儀式魔法に依存する。古くから存在するが、アニメでこれを主とした主人公はいない。
端的に言えば素材の指定がモンスターではなくレベルになった融合召喚。また、素材とすることで召喚された儀式モンスターに新たな効果を付与するモンスターが存在するのも違いの一つ。
主なカード群：リチュア、影霊衣（ネクロス）など
シンクロ召喚（S召喚）
フィールド上の「チューナー」の記載があるモンスターとチューナー以外のモンスターをフィールド上から墓地に送り、エクストラデッキよりレベルの合計が一致するシンクロモンスターを特殊召喚する。
なお、この召喚方法におけるモンスターの墓地送りは「リリースする」扱いではない。そのため、「精神操作」で奪ったカードや「羊トークン」といったリリースできないカードも対象とすることができる（この結果、大して需要のなかった精神操作は一気に制限カードとなった）。
主なカード群：BF（ブラックフェザー）、Xセイバーなど
エクシーズ召喚（X召喚）
同じレベルのモンスターを、使用可能なモンスターカードゾーンに重ね、その上に対応するエクシーズモンスターを置いて特殊召喚する。
融合・シンクロ召喚と異なり、エクシーズ召喚に成功した時点では素材モンスターは墓地へ送られずフィールドを離れた扱いにならない。また、下に重ねられたカードは墓地に送られるまで「エクシーズ素材」であってカード扱いされないため、この場合も「カードがフィールドを離れる時」という起動条件は満たせない。墓地に落ちた瞬間からカード扱いされるので、「墓地に送られた時」の起動条件は満たせる。
カードによっては規定条件を満たすエクシーズモンスターに重ねるという召喚も可能であり、こちらもエクシーズ召喚扱いとなる。
主なカード群：No.（ナンバーズ）、RR（レイドラプターズ）など
ペンデュラム召喚（P召喚）
ペンデュラムスケールに挟まれたレベル（スケールそのものは含まない）のモンスターを手札から任意の数だけ特殊召喚する。ペンデュラムモンスター（以下、Pモンスター）に限っては、表側表示になっていればエクストラデッキからでも召喚可能。1ターンに1度のみ行える。
マスタールール3までの間に手札以外のエクストラデッキから表側表示のペンデュラムモンスターを1度に5体までペンデュラム召喚を行うことができた。2017年の新マスタールールの改訂により、エクストラデッキから複数のペンデュラムモンスターをペンデュラム召喚を行うには必ずリンクモンスターをフィールドに出す必要がある。そのため、自分のフィールドに出せる数が2~3体までとなる。
主なカード群：EM（エンタメイト）、クリフォートなど
リンク召喚（Ｌ召喚）
召喚したいリンクモンスターに記載されている指定された条件に合う、かつLINKの数値と同数のモンスターカードをフィールド上から墓地に送ることで、エクストラデッキからエクストラモンスターゾーン、または既に召喚されているリンクモンスターのリンクマーカーが指している隣接したメインモンスターゾーンに特殊召喚する。
リンクモンスターをリンク素材として使用する場合は、素材に使用したモンスターのLINKに記載されている数値分の素材として利用することが可能。例として、LINK3の「デコード・トーカー」の召喚条件「効果モンスター2体以上」を満たすには3体の効果モンスターを素材にする必要があるが、効果モンスター1体とLINK2の効果を持つリンクモンスター1体でリンク召喚することもできる。
主なカード群：コード・トーカー、閃刀姫（せんとうき）など
魔法、罠、モンスターの効果による特殊召喚
各種効果によってデッキ、手札、墓地、除外状態のモンスターをフィールド上に特殊召喚する。基本的に表側表示であるが、効果により裏側表示の「セット」でフィールドに出された場合も特殊召喚となる。この場合でも、効果は発動しないが「特殊召喚された」という条件は満たした扱いになる（オシリスの天空竜などは、表側表示になったターンのエンドフェイズに墓地へ送る）。
ペンデュラム召喚などもそうであるが、1回で複数のモンスターを特殊召喚した際に、特殊召喚に反応する対象をとらない罠や召喚そのものを無効にする罠などが発動した場合、特殊召喚されたモンスター全てが効果判定対象となる。

## 戦闘における基本的ルール
プレイヤー1のモンスターA、プレイヤー2のモンスターBが共に攻撃表示の場合
A攻撃力>B攻撃力：A生存、B破壊。B側のライフより攻撃力の差分の数値が引かれる。
A攻撃力＝B攻撃力：A、B共に破壊。ライフは双方変動しない。(ただしA、Bの攻撃力が0の場合はA、Bともに生存。ライフ変動なし)
モンスターAが守備表示、Bが攻撃表示でBが攻撃を行った場合
A守備力>B攻撃力：A、Bとも生存。B側のライフよりA守備力とB攻撃力の差分の数値が引かれる。
A守備力＝B攻撃力：A、Bとも生存。ライフの変動なし。
A守備力<B攻撃力：A破壊、B生存。ライフの変動なし。効果により超過（貫通）ダメージが発生する場合、攻撃力と守備力の差分が守備側（A側）のライフより引かれる。
守備側の場にモンスターカードが存在しない場合（プレイヤーへの直接攻撃）
守備側のライフよりモンスターの攻撃力分、守備側のライフが引かれる。

## ルールの補足

### スペルスピードとチェーン
魔法・罠・効果モンスターの効果は、それぞれスペルスピードという、発動の速さが決まっており、効果が発動したときに、それ以上の速さのスペルスピードの魔法や罠を使って割り込んだり、別の魔法や罠などを便乗して発動することが出来るという、本ゲームの攻防で重要になるルール。
カードの存在は基本的に発動が確定した時点で不要となり、チェーンでカードを破壊したとしても発動自体は止められない（カードの存在が条件になっている場合は除く）。逆に、カードの発動・効果・条件を無効に出来る速いカードを使えば、相手の魔法や罠の発動を無効にすることが出来る。
しかし永続効果などのカードの効果にはチェーン自体が発生しないためこれらに他のカードを割り込ませることは出来ない。また超融合などの特定のカードにはチェーン処理が行われない。
なお、チェーンは直前の効果にのみ対応でき、チェーン処理を行う場合は逆順処理のルールにより、後で発動された効果から先に解決、処理してゆく。
スペルスピード1
普通の速さ。基本的に自分ターンのメインフェイズのみで発動できる。他のカードにチェーンできない。
- 魔法（速攻魔法以外）
- 効果モンスターの効果（誘発即時効果以外）

スペルスピード2
スペルスピード1より速い。相手ターンでも発動でき、スペルスピード1と2に対してチェーン可能。
- カウンター罠以外の罠
- 速攻魔法
- 効果モンスターの誘発即時効果

スペルスピード3
最速。全てのスペルスピードに対してチェーン可能。
- カウンター罠

チェーンの例1
ターンプレーヤーが相手モンスターAを対象に「強奪」（装備魔法、スペルスピード1）を発動し相手モンスターAのコントロールを得ようとする
→ 非ターンプレイヤーが対象となったモンスターに「月の書」（速攻魔法、スペルスピード2）でチェーン。対象を裏にすることでモンスター奪取の効果を無効化しようとする
→ ターンプレーヤーが「月の書」の効果を無効にするために「神の宣告」（カウンター罠、スペルスピード3）でチェーン
チェーンは次のように組まれる。後述の通り、チェーンは積み上げられるほど番号が大きくなり、効果を解決する場合は番号の大きいものから処理を行う。
チェーン1：強奪（対象は相手モンスターA）
チェーン2：月の書（対象は「強奪」の対象と同じ）
チェーン3：神の宣告（直前に発動した「月の書」を無効化）
この場合、逆順処理により最後に発動した「神の宣告」の効果により、直前の「月の書」が無効にされる。「強奪」を回避する「月の書」の効果が無効にされたため、最初に発動した「強奪」の効果が発動し、ターンプレーヤーはモンスターAのコントロールを得ることができる。
チェーンの例2
ターンプレーヤーがモンスター「ナチュル・パルキオン」で攻撃を宣言
→非ターンプレイヤーが「次元幽閉」（通常罠、スペルスピード2）を発動
→ターンプレーヤーが「ナチュル・パルキオン」（誘発即時効果、スペルスピード2）の効果を発動、罠を無効化
→非ターンプレーヤーが「天罰」（カウンター罠、スペルスピード3）」を発動、モンスターの効果を無効化
チェーンは次のように組まれる。攻撃宣言は効果の発動ではないためチェーンに積まれない。
チェーン1：次元幽閉（対象は「ナチュル・パルキオン」）
チェーン2：ナチュル・パルキオン（直前に発動した「次元幽閉」を無効化）
チェーン3：天罰（直前に発動した「ナチュル・パルキオン」の効果の発動を無効化）
この場合、通常であれば「ナチュル・パルキオン」の効果で直前の「次元幽閉」は無効化されるが、その後発動された「天罰」（スペルスピード3）の効果はスペルスピード2の誘発即時効果では無効にできないため、「ナチュル・パルキオン」は「天罰」の効果で破壊され、「次元幽閉」は対象を失ったため不発となる。
他にも、チェーンが絡まない永続効果2つがバッティングしてしまう場合、「先に発動していた効果を優先する」という特殊な処理が下される。例えばモンスターの効果を無効にする「スキルドレイン」と効果を無効にされない効果を持つ「毒蛇神ヴェノミナーガ」が同時に存在する状況が発生した場合、スキルドレインが先に発動していればヴェノミナーガの無効にされない効果そのものが無効になり、ヴェノミナーガが先に出ていればスキルドレインの無効にする効果を受け付けない。他には、特殊な攻撃力変動を行う「邪神アバター」とすべてのモンスターの攻撃力を半分にする「邪神ドレッドルート」などがある。こういった効果のバッティングは混乱の元なので、ルールの確認をしっかりする必要がある。

### 効果とコストと手順
遊☆戯☆王OCGでは特定のカードを使用する場合、ある一定のコストを支払う必要がある場合が多い。
主にライフポイントの支払い、自軍のフィールド上のモンスターのリリース、手札を墓地に送るなどである。
コストはあくまでも発動への対価であり、効果にチェーンされ発動を無効にされたとしてもコストが戻されることはない。また「手札を捨てられた場合」などの条件を満たさない（墓地に送られた場合は適用される）。さらに事前条件であるため、コストで墓地に送る際に「墓地に送られるカードは除外される」効果が適用されている場合など、実現不可能な状況では発動自体できない。
しかし全く同じ効果であっても、「コストではない効果」「コストでも効果でもない手順」が存在しこれにより効果の処理が異なるがこれらの見分け方はテキストからは分からない。コストと効果の違いについてすらもゼアルオフィシャルカードゲームになるまではルールブックにすら記載されておらず長らく事務局の裁定でのみ告知されている状態だった。現在でも「手順」については記載されておらず「手順」という存在自体が事務局に問い合わせないとプレイヤーが知ることはできない。
また、効果モンスターに至っては「スキルドレイン」「禁じられた聖杯」などで無効にされない裁定が下されている。
OCGの中でも古いカードは、効果やコストを記述したテキストが曖昧であり、また最新のカードでも処理がコストか効果かは遊戯王OCG事務局の裁定次第である。
同じテキストでもコストか効果か手順が異なることもあるので、ルールを複雑化させている要因のひとつでもある。
たとえば「連続魔法」の「自分の手札をすべて墓地に捨てる」処理は「コスト」であるが、「光の召集」の「自分の手札をすべて墓地に捨てる」処理は「効果」であり、「THE・トリッキー」の「手札を一枚捨てる」処理は「コストでも効果でもない手順」である。一応の判断基準としては、最初に記載されていて以降の効果と紐付けされてないものがコスト、と見なせる（上記の例なら、光の召集は「その後」とあるのに対して連続魔法のみ「捨てる」記述が完結している）。
第6期以前のカードは「手札を1枚捨てる」と書かれていても、コスト扱いとされたカードが多数存在する。
第6期以降、コストと効果の違いはテキストで明文化されるようになったが、手順については明文化されていない。また効果とコストの違いについてもカードによって異なる裁定が下されることも多く解決してはいない。

### 優先権
「カードの効果発動権は常にターンプレイヤーが優先し、行使後相手に移る」というルールで、遊戯王初心者プレイヤーにとって、上記の「チェーン」と並び理解が難しい条項。
この権利により、モンスター起動効果の行使の有無、同じスペルスピードの処理等の駆け引きが発生する。
優先権の例1
ターンプレイヤーがバトルフェイズに攻撃宣言を行った。ターンプレイヤーは「心鎮壷のレプリカ」を発動しセットカードを封じたいと考えており、非ターンプレイヤーは「次元幽閉」で攻撃モンスターを除去したいと考えている。
ターンプレイヤーは攻撃宣言時でも優先してカードや効果を発動できるため、非ターンプレイヤーの「次元幽閉」より先に「心鎮壷のレプリカ」を発動できる（「心鎮壷のレプリカ」には他のカードや効果をチェーンできないため、相手プレイヤーの「次元幽閉」のチェーンも封じることができる）。
優先権の例2
ターンプレイヤーがスタンバイフェイズからメインフェイズへの移行を宣言せず、場のモンスターをリリースして、モンスターAをアドバンス召喚したところ、非ターンプレイヤーがスタンバイフェイズに移行している優先権の行使を宣言、フェイズを巻き戻し、伏せてあった「マインドクラッシュ」を発動し、相手の手札にあったモンスターAを墓地に捨てさせた。
この場合、ターンプレイヤーはメインフェイズにしか行えないアドバンス召喚を行ったことでスタンバイフェイズにおける優先権を放棄したとみなされる。さらに非ターンプレイヤーに移った優先権によるカードの効果発動の確認を取っていないため、相手はフェイズを巻き戻してカードを発動することができる。

### バトルステップの巻き戻し
「ターンプレイヤーの攻撃宣言後、バトルステップ中に非ターンプレイヤーの場のモンスター数が変化した場合、ターンプレイヤーは攻撃対象を選択しなおせる」というルール。そのため、バトルステップにおいては原作にあった「融合解除」によるリリースエスケープはできない。
遊戯王OCGにおいては攻撃に対する防御として、相手の攻撃宣言時にフィールドにモンスターを特殊召喚できる効果や発動コストとしてモンスターを生け贄に捧げるカード、バウンスさせるカードなどが存在し、この場合に適用される。
巻き戻しが適用された場合、攻撃宣言を行ったモンスターの攻撃を中止する事も可能である。中止した場合、基本的にそのバトルフェイズでは攻撃できなくなり、表示形式の変更も出来ない。
巻き戻しが発生し、対象を選びなおして攻撃する場合、それは「攻撃宣言」ではない。したがって攻撃宣言対応罠（「炸裂装甲」や「万能地雷グレイモヤ」など）を発動することは出来ない。
仮に相手モンスターの数が最終的に同じであっても、その過程で増減があった場合は巻き戻しが適用される。
なお、バトルステップが終わり、ダメージステップに入ってしまった場合は、非ターンプレイヤーのモンスターの数が増減しても巻き戻しは適用されず、攻撃対象の変更が行えない（攻撃対象のモンスターがフィールドを離れた場合は、攻撃モンスターの攻撃権を消費した状態でバトルが中断される）。

### タイミングを逃す
「暗黒魔族ギルファー・デーモン」と「リーフ・フェアリー」による即死コンボ疑惑から良く知られるとなったルール。このルールは上記の即死コンボ疑惑を規制するためのルールだと思われるが、その前にも、既に存在し続けるルールである。「〜時、…できる。」とかかれた効果（モンスターの任意誘発効果、および発動条件が定められた魔法・罠カード）は、「トリガーとなった処理の後に別の処理が挟まった場合、発動タイミングを逃し発動できない」とするルールである。この現象は効果の連鎖（チェーン）時に発生する。要は、LPやステータス変動・ドロー・カードを捨てる・特殊召喚といった「タイミング」という発動トリガーは常に更新され続け、最新のタイミングしか参照されないのである。ただし、制限がかかるのはタイミングのみで、例えば蘇生と除外を同時に行う効果の場合この2つをどちらがトリガーでもタイミングを逃さない。
タイミングを逃す例
墓地に送られた「暗黒魔族ギルファー・デーモン」の効果（任意効果）を発動させ、自分フィールド上の「リーフ・フェアリー」に装備する。
→「リーフ・フェアリー」の効果を、自身に装備された「暗黒魔族ギルファー・デーモン」を墓地に送り発動（コスト）。効果で相手プレイヤーのライフに500ポイントダメージを与える。
→再び墓地に送られた「暗黒魔族ギルファー・デーモン」の効果を発動させ、自分フィールド上の「リーフ・フェアリー」に装備する。
→2行目からの作業を繰り返す
実際には「暗黒魔族ギルファー・デーモン」が「リーフ・フェアリー」の効果の発動コストとして墓地へ送られた後、ダメージを与える処理が挟まるため「暗黒魔族ギルファー・デーモン」は自身の効果を発動するべきタイミングを逃し、無限に装備することができない。
このルールの制定により、「強制効果か任意効果か」「コストか効果か」「1つの効果に存在する2つ以上の処理は同時か順番か」「2つ以上の処理は一連の処理か個別にチェーンブロックを作る処理か、あるいはいずれかは永続効果なのか」などが重要になり、ルールを複雑化させてしまった。一応、強制効果かはする/できるという記載があるか、コストかは何かを支払う処理で完結しているか、一連の処理かは発動直後に選択したカードへの処理で完結していないか、といった基本的な判断基準はある。しかし、それさえも前後の文の繋がりで変化する場合がある上、現在ではさらに「タイミングを逃さない誘発効果」「タイミングを逃す要因にならないはずの永続効果によってタイミングを逃す事例」などが存在し、同じテキストでも異なる裁定になるなど、さらに複雑な様相を呈している。

## フィールド
メインモンスターゾーン
モンスターカードを召喚する場所。各プレイヤーとも横一列に5箇所。
全ての場所にモンスターが存在する場合、新たにモンスターを（特殊）召喚することはできない（場のモンスターをリリースし、上級モンスターなどを召喚することはできる）。
エクストラモンスターゾーン（EXモンスターゾーン）
エクストラデッキから特殊召喚したモンスターのみを置くことができる場所。ペンデュラム・リンクモンスターはまずここに置かなければならない。各プレイヤーともに共有する二か所が互いのメインモンスターゾーンの前方に存在する。
ただし、1プレイヤーが使えるエクストラモンスターゾーンは通常の場合、片方一つまでである。融合・シンクロ・エクシーズモンスターはメインモンスターゾーンにも置くことができるが、プレイヤーがエクストラデッキからペンデュラムモンスターを特殊召喚した場合、ここに自分のモンスターが存在する限りは、新たにエクストラデッキからペンデュラムモンスターを特殊召喚する事はできない。
また、リンクモンスターがこのゾーンに置かれている場合、カードに示されたリンクマーカーと呼ばれる矢印が指し示す方向へと例外的にエクストラデッキから新たなペンデュラム・リンクモンスターを特殊召喚できる。この方法でリンクマーカーの示す方向にリンクモンスターを繋いで特殊召喚していけば、例外的に1プレイヤーがこのエクストラモンスターゾーンを二つ使うことが許される。
2020年4月に改定されるまでの間はエクストラデッキから特殊召喚する全てのモンスターはエクストラモンスターゾーンまたはリンクマーカーが示すメインモンスターゾーンにしか召喚できなかった。
魔法・罠ゾーン
魔法・罠カードをプレイする場所。メインモンスターゾーンと同じく横一列に5箇所。
通常魔法のような1回使い切りのカードを手札から発動する場合でも、一旦この場所に置く必要がある。ゆえに、この場所が全て埋まっている時は、手札から魔法カードを発動する事はできない（フィールド魔法カードは例外となる）。
フィールドゾーン
フィールド魔法をプレイする場所。1箇所。
自分のフィールドゾーンにフィールド魔法が存在する場合でも、そのフィールド魔法を墓地へ送ることで新たなフィールド魔法を発動またはセットする事ができる。
ペンデュラムゾーン
ペンデュラムモンスターをプレイする箇所。2箇所。
このゾーンに置かれたペンデュラムモンスターは魔法カードとして扱うが、セットすることはできない。置かれた場所によってペンデュラムモンスターのペンデュラムスケールが決定する。
新マスタールールからは魔法・罠ゾーンと一元化。同ゾーンの左右端二箇所にペンデュラムモンスターを置くように改変された。魔法カードとして発動し左右端に置くとペンデュラムゾーンに変化、フィールドから離れると元の魔法・罠ゾーンに戻る。
以上の場所がルール上の「フィールド」になる。カードテキストにおける「フィールド上のカード」には上記の場所に存在するカード全てが含まれる。そして、以下の場所にあるカードは「フィールド上のカード」に含まれない。
デッキゾーン
1箇所。メインデッキを置く。
墓地
1箇所。フィールド、手札、デッキから破壊、使用などで破棄されたカードが置かれる。
エクストラデッキゾーン（EXデッキゾーン）
1箇所。デュエルに融合モンスター、シンクロモンスター、エクシーズモンスター、リンクモンスターを使用する場合に置く。
なお、上記の他にも「ゲームから取り除かれた」（除外された）カードを置いておく場所を用意する必要がある。ただし、この場所については公式ルールでも具体的な場所等の取り決めはない。「タッグフォース」などのゲームでは、墓地の前となっている（マスタールール3時のみのペンデュラムゾーンが追加されたSPでは墓地の右隣）。

## ルールの管理
カードが増加するに従い、カード間で効果の矛盾点やゲームバランスの狂いなどが生じることを防ぐため、現在ではコナミ内に所在する「遊戯王OCG事務局」がルールの解釈や管理を行っている。
【現行のルール】
マスタールール（2020年4月1日改訂版）
「新マスタールール」を変更したものであり、公式大会はこのルールで行われる。
エクストラデッキから特殊召喚する融合・シンクロ・エクシーズモンスターがマスタールール2と同様にメインモンスターゾーンにも召喚することが可能になった。リンクモンスター、エクストラデッキに送られたペンデュラムモンスターは従来と同様。

【旧ルール】
ノーマルルール
発売と同時に制定された初期ルール。現在のルールの元祖であり、「ジュニアルール」の元にもなっている。モンスターの召喚に制限がなくどんなレベルのモンスターでもそのまま召喚することができる。
エキスパートルール
公式大会開催に伴い制定された初期の公式ルール。魔法・罠カードが1ターン中何枚でもプレイ・セット可能（それまでは1枚まで）、レベル5以上のモンスター召喚には生け贄が必要（5・6が1体、7以上が2体）、手札の中で融合召喚ができるといった変更点がある。
新エキスパートルール
2008年3月まで用いられていた公式ルール。サイドデッキが10枚から15枚、1マッチにおいて1勝2分けが勝利（それまでは引き分け）、ドローしなければならないタイミングでドローできなければ敗北（それまではライフの少ない方の負け）、先行1ターン目のドロー可能、手札は最大6枚まで（それまでは無制限）、スペル・スピードおよびチェーンの導入、禁止・制限・準制限カードの新設（当時は、禁止カードはなかった）といった変更点がある。
マスタールール
2008年3月15日より施行。「新エキスパートルール」を変更した物。
「新エキスパートルール」からの変更に伴い、「生け贄召喚」は「アドバンス召喚」、「生け贄」は「リリース」となるなど用語の名称が変更された。また、デッキ枚数にも制限が設けられ、無制限だったメインデッキは40〜60枚となり、サイドデッキは15枚固定から15枚以下へと変更された。「融合デッキ」は融合モンスター及び本ルールから新たに追加された「シンクロモンスター」を入れる「エクストラデッキ」となり、こちらも枚数は無制限から15枚以下に変更された。
マスタールール2
2011年3月19日より施行。「マスタールール」を変更した物。
本ルールから新たに「エクシーズモンスター」が追加された。モンスター効果（起動効果）を、召喚・反転召喚・特殊召喚直後に優先権を使って発動することが出来なくなった。それ以外はマスタールールと同じ。
マスタールール3
2014年3月21日より施行。「マスタールール2」を変更した物。
先攻1ターン目のドロー廃止、フィールド魔法カードが表側表示で共存できるといった変更点がある。また、モンスターの種類として新たに「ペンデュラムモンスター」が追加され、それに伴いフィールドにペンデュラムゾーンが新設された。
新マスタールール
2017年3月25日より施行。「マスタールール3」を変更した物。
ペンデュラムゾーンと魔法・罠ゾーンの一元化。本ルールから新たに「リンクモンスター」、フィールドにエクストラモンスターゾーンが追加された。大きな変更点として、エクストラデッキから特殊召喚するモンスターはリンクモンスターを活用しない限り、エクストラモンスターゾーンにしか特殊召喚できなくなった。また、従来のモンスターゾーンは「メインモンスターゾーン」という名称に変更された。
ジュニアルール
初期の「ノーマルルール（原作に近いもの）」をアレンジ・簡略化し、低年齢層にも分かりやすく楽しめるようにした簡易ルール。正確には廃止されていないが、現在、取扱説明書等に記載は無く、事実上死文化している。「新エキスパートルール」との違いは、レベル5以上のモンスター召喚の生け贄が不要、魔法カードも罠カードと同様一度場にセットしないと発動できない（「新エキスパートルール」以降では魔法カードは一度場に伏せてもそのターンで発動可能だが、このルールでは次の自分のターンまで待たなければならない。ただし速攻魔法だけは次の相手ターンから発動できる）、自分のターンで発動・セットできる魔法・罠カードは1枚まで（ただし、「フィールド魔法」は除く）、誘発即時効果モンスターを手札から使用できない。といった点が挙げられる。

### 講習会
事務局主催の、初心者向けのルール解説と実技の講習会。カードを持っていなくても参加ができる。会場や開催時期は公式HPで不定期に公開されている。

### リミットレギュレーションの更新
公認大会などではゲームバランスを考慮し、極端な勝率や大会プレイとしては不条理な戦況を生み出すおそれのあるカードの使用を制限・禁止している。
これらのリミットレギュレーションは現在3ヶ月に一度（1月1日、4月1日、7月1日、10月1日）更新され、公式ホームページ等で発表される。
制限カード（1枚制限）は1999年に、準制限カード（2枚制限）は2000年4月1日に、禁止カードは2004年3月1日にそれぞれ導入されている。2013年9月1日までは禁止・制限カードという名称だったが、同日にリミットレギュレーションに改名された。
また、2013年9月1日から2014年7月1日は2ヶ月 - 4ヶ月に一度の更新（2月1日、4月1日、7月1日、11月1日）、2004年3月1日から2013年9月1日は6ヶ月に一度の更新（3月1日、9月1日）であり、これ以前は概ね1ヶ月 - 6ヶ月の更新だった。
2021年2月20日から2021年3月31日は、「疫病退散」の願いを込めた臨時適用リミットレギュレーションとして「疫病」1枚のみが禁止カードとなった。

### 裁定変更とエラッタ
裁定変更（カード効果の処理方法の変更）とエラッタ（カードテキスト、能力値などの修正）はTCGにはつきものであるが、このゲームでは旧カードが再発売される時に以前より処理が解りやすいようにテキストが修正されることはあるものの、カードの能力自体が変わるようなエラッタが出される事は非常に希であり、多くの場合は裁定変更のみで済ませられる。その為、緊急の場合を除き公式サイトにもエラッタ告知の項は存在しない。また問い合わせた場合でもどのような裁定を下すかを明確に事務局が決められない場合もある。そのような状態を「調整中」と呼んでいる。調整中のカードを使用する場合はデュエルをする前に当事者同士で、そのカードをどういう扱いにするのかを取り決めるのが望ましい（公認大会の場合は審判員に事前に確認する）。
しかし、同じようなカードテキストの2種類のカードに全く異なった裁定が下されたり、カードテキストからでは絶対に読み取れない裁定がくだされる事もある。また新規に発売されたカードにおいて、既存のカードとのルール上のすり合わせが不十分なこともあり、矛盾した効果の処理を事務局に問い合わせても明確な回答が得られないためゲームの運行に齟齬をきたすこともある。言葉や用語の定義が厳密でないものがあったり表現が曖昧なことがあるというのも、このような混乱の原因の一つである。またこれら裁定の内容は公式サイトなどでは発表されないことがほとんどであり、過去の裁定を確認したい場合は事務局に問い合わせる必要がある。さらに調整中であるカード、特殊裁定の出されたカードに関するのQ&Aは公式ホームページのデータベースに一切掲載されておらず、電話回答でのみユーザーに告知されている。よって何が調整中で何が特殊裁定であるかもプレイヤーが事務局に確認し、覚えなければならない。
2014年3月21日のマスタールール3に制定されてからバランス調整によるテキスト変更されるカードが度々増えていき、同年の7月からステータス変化によるターンの終わりまで続く効果を「エンドフェイズまで」から「ターン終了時まで」と変更される。更に2017年3月25日から新マスタールールに制定されてから、フィールドに存在するモンスターに関するテキスト「モンスターゾーン」から「メインモンスターゾーン」として変更される。そのようなカードを読み変えていくようになる。
なお、2015年では禁止カードとなりもう二度と禁止解除されないであろう効果を持ったカードが、エラッタによる弱体化によって禁止解除された例も出ている。
現時点でバランス調整のために2度目にエラッタされたカードは「クリッター」、「黒き森のウィッチ」、「レッドアイズ・ダークネスメタルドラゴン」の3種類。
以下は、特殊な裁定やバランス調整されたカードの一例である。
クリッター、黒き森のウィッチ
第1期の「Vol.6」収録当初の旧式テキストはどこからでも墓地へ送られると発動する効果であったが、第2期の再販パック「鋼鉄の襲撃者－METAL RAIDERS－」の収録されたテキストではフィールドから墓地へ送られた場合のみに変更された。カードテキストに反した特殊裁定であったため、このゲームとしては珍しく再録の際にテキストがエラッタされている。更にパーフェクトブック付録（2016年はクリッター、2017年は黒き森のウィッチ）された際に手札に加えたモンスターはそのターンのターン終了時まで同名のモンスターの効果を発動できない制約効果としてエラッタされた。
イリュージョン・スナッチ
スペルスピード1のカードであるが、スペルスピード2のカードにチェーンできる。前述の基本ルールに逆らっているが、事務局電話以外では一切告知されていない。
邪神ドレッド・ルート
効果の処理を最後に行うという特殊ルールが存在するが、このルールについて公式には一切告知されておらず、このルールを知るには事務局に電話確認するしかない。
異次元の偵察機、異次元の生還者
1ターンに何度でも発動する効果であったが、1ターンに1度しか発動しない効果に変更された。カードテキストに反した特殊裁定であるが上記のクリッター、黒き森のウィッチと違い、依然としてテキストのエラッタが行われておらず、このルールを知るには事務局に電話確認するしかない。
メンタルマスター
効果発動コストが「メンタルマスター以外」のサイキック族モンスターへとエラッタされた。このTCGとしては珍しく、公式サイトでエラッタが告知されたカードである。
森の番人グリーン・バブーン、魂の綱
旧式テキストでは「モンスターが破壊された墓地へ送られた時」と記されてダメージステップ時に発動できてしまうと勘違いされるため、ダメージステップ（戦闘破壊時）での効果発動が行えなくなった。裁定変更がVジャンプで広く告知された珍しい例である。後の再録される際に「モンスターが効果で破壊され墓地へ送られた時」としてエラッタされた。
キラー・スネイク
手札コストの使い回しが優れている理由で2000年11月から制限カードに指定され、2005年9月1日から2014年12月31日まで禁止カードに指定された。2015年1月1日からは効果を適用してから相手ターンのエンドフェイズ時に自身のカードを除外する強制効果としてエラッタされた。
ドル・ドラ、Ｄ－ＨＥＲＯ ディスクガイ
双方とも効果内容は異なっており、「ドル・ドラ」は準制限や制限カードの指定され、「Ｄ－ＨＥＲＯ ディスクガイ」は2008年9月1日から2018年3月31日まで禁止カードに指定された。どちらも効果を発動できるのはデュエル中に一度のみにエラッタされた。「ドル・ドラ」のエラッタは「森の番人グリーン・バブーン」と同時に告知された。
アーティファクト・モラルタ
対象を「選ぶ」効果であるが、「選択」する効果ではないため対象を取らない効果である。このような単語はルール上は存在せず、テキストから全く読み取れない効果である。後に有料のマスターガイドでは「選ぶ」効果についての解説が掲載されたが、ゲームブックや公式ホームページのルール説明には依然としてこの違いについて記載されていない。後の「LINK VRAINS パック3」に再録されてからの③の効果テキストは「このカードが特殊召喚に成功した場合に発動できる。」と効果処理内の「選ぶ」との区分けとして記されており、上記の通り対象を取らないままとなっている。
処刑人－マキュラ
旧式の効果は自身のカードが墓地へ送られた時点で効果が発動し、手札から罠カードを何枚でも発動できた。バランス調整により2005年3月から2020年3月までの長い間禁止カードに指定された。2020年4月から制限カードして復帰し、手札から罠カードを発動できるのは1度のみとしてエラッタされた。
レッドアイズ・ダークネスメタルドラゴン
OCG化された当初から除外できるドラゴン族モンスターは裏側守備表示でもできたが、後に1度目は表側表示のみとしてエラッタされた。ドラゴン族の特殊召喚が強みで制限カードに指定され、後に2019年4月から2020年3月まで禁止カードに指定された。2020年から2度目のエラッタとして自身の特殊召喚と手札・墓地のこのカード自身以外のドラゴン族モンスターの特殊召喚の効果はそれぞれ1度ずつの変更となった。
ゴヨウ・ガーディアン
「THE DUELIST GENESIS」の収録当初のチューナーモンスターの指定は無かった。バランス調整により、2011年3月1日から2016年12月31日まで禁止カードとして指定され、2017年1月1日から制限カードとして復帰した。制限カードに復帰する前の2016年12月17日からは、シンクロ召喚の素材を地属性のチューナーモンスターに指定する形の変更で発表されエラッタされた。
エンシェント・フェアリー・ドラゴン
「ANCIENT PROPHECY」収録当初は破壊したフィールド魔法カードとデッキからサーチする魔法カードの種類を問わない効果であった。バランス調整により、2018年1月1日から2022年12月31日まで禁止カードとして指定された。2023年1月1日から制限カードとして復帰する際に、「破壊したカード名が異なるフィールド魔法」としてエラッタされた。
ファイアウォール・ドラゴン
「CODE OF THE DUELIST」の収録当初の②の効果は手札から特殊召喚できるモンスターの種族は問わず、1ターンに何度でも発動できた。バランス調整により2019年1月から2020年12月31日まで禁止カードに指定された。2021年1月1日からは②の効果の1ターンに1度のみと特殊召喚できる種族をサイバース族限定、このカードの同一の2体目以上による①と②の発動が不可能としてエラッタされた。
深淵の暗殺者
「ファラオの遺産」の収録当初は、手札から墓地へ送られた時にリバース効果モンスターを手札に戻すための対象を自身のカードを含めていた。2022年4月1日からはリバース効果モンスターを手札に戻す効果は②の効果で分けられ、このカード名を除く形としてエラッタされた。
破滅竜ガンドラＸ
「劇場版 遊戯王 THE DARK SIDE OF DIMENSIONS」の劇場配布されたカードのテキストは、破壊したモンスターの中から最も高いモンスターの攻撃力分のダメージとして、破壊した時点での攻撃力の数値を変化した分を参照する効果だった。バランス調整により2019年7月1日から禁止カードに指定された。2023年12月23日より「元々の攻撃力が一番高いモンスターのその数値分のダメージ」として発表され、エラッタされた。2024年1月1日から無制限カードに解除された。
トゥーン・ワールド
「Pharaoh's Servant」の収録当初は、自身のカードの維持コストとしてライフポイント払う処理と払わずに自壊する効果、自身のカードが墓地へ送られた時の維持コスト払ったライフ回復効果が記された。後の「ストラクチャーデッキ・ペガサス・J・クロフォード編」の再録される際に維持コストのライフポイント払った回数の処理が複雑になった理由で削除された形としてエラッタされた。
王家の神殿
旧式テキストでは罠カードをセットしたターンに何枚でも発動できた。2008年からマスタールールに移行し融合デッキの名称をエクストラデッキに改名してからシンクロモンスターとエクシーズモンスターの特殊召喚の可否について事務局では調整中として答えられず、ハード機のゲーム作品のシミュレーション上では融合モンスター以外の上記のモンスターを特殊召喚が可能になっていた。マスタールール移行前の2006年から2015年3月まで禁止カードに指定された。2015年4月からはセットしたターンに発動できる罠カードは1枚のみとエクストラデッキから特殊召喚できるのは融合モンスターのみとしてエラッタされた。
洗脳－ブレインコントロール
バランス調整により2010年9月1日から2016年12月まで禁止カードに指定され、2017年1月から制限カードに復帰した。制限カードに復帰する前の2016年12月17日からは、「通常召喚可能な表側表示モンスター」として発表されエラッタされた。
未来融合－フューチャー・フュージョン
旧式テキストでは、「自分のエクストラデッキの融合モンスター１体をお互いに確認し、デッキから融合素材モンスターを送る」の効果処理は発動時であった。バランス調整により2012年9月1日から2016年12月31日まで禁止カードに指定され、2017年1月1日から制限カードに復帰した。制限カードに復帰する前の2016年12月17日からは、上記のテキストに記された効果処理の部分を「発動後の1回目の自分スタンバイフェイズ」に変更する形として発表されエラッタされた。
死のデッキ破壊ウイルス
旧式テキストの後者は「このカードが発動してから3ターンの間、相手はドローしたカードが攻撃力1500以上のモンスターの場合は墓地へ送られる」のテキストだった。バランス調整により2009年9月1日から2014年12月31日まで禁止カードとして指定された。2015年1月1日から効果解決時の「相手の攻撃力1500以上のモンスターを3体まで選んで破壊できる」任意効果と「発動したターンのターン終了時まで相手に与える全てのダメージは0になる」といったテキストとしてエラッタされた。
破壊輪
旧式テキストの後者は「お互いにその攻撃力分のダメージを受ける。」のテキストだった。バランス調整により2007年9月から2014年12月31日まで禁止カードに指定された。2015年1月1日からは相手のライフポイントの数値以下の攻撃力を持つ相手の表側表示モンスターの存在の発動条件と、効果ダメージを先に自分がダメージを受けてから相手にダメージを与える効果テキストとしてエラッタされた。
現世と冥界の逆転
バランス調整により2006年3月から2015年3月31日まで禁止カードに指定された。2015年4月1日からはこのカード自身をデュエル中に発動できる枚数を1枚のみと、発動条件の相手の墓地のカードを含める形としてエラッタされた。
王宮の勅命
OCGで唯一エラッタ前とエラッタ後に禁止カードに指定されたカード。旧式テキストでのコストは「このカードのコントローラーは自分のスタンバイフェイズ毎に７００ライフポイントを払う。または、７００ライフポイント払わずにこのカードを破壊する。」というテキストだった、バランス調整により2004年3月1日から2016年12月31日まで禁止カードに指定された。2017年4月1日からは相手のスタンバイフェイズでも７００ライフポイントを払い、ライフポイントを払えない場合にのみ破壊されるようエラッタされた。その後、2022年4月1日から再度禁止カードに指定された。

## 公認大会

### 現行の形式
遊☆戯☆王 ワールドチャンピオンシップ
遊戯王OCG事務局とコナミが主催する最大規模の大会で、世界選手権試合。
日本においては国内公式大会「店舗代表決定戦」、「ブロック代表決定戦」を勝ち抜いた者同士で代表選考試合が行われる。「日本代表決定戦」に招待されたプレイヤーは関東会場か関西会場のどちらの会場から出場するかを選択でき、各会場上位2名、計4名が本戦に出場することができる。また、小学生の部も2012年から追加され、こちらは各会場1名ずつ。計2名が本戦に出場できる。当ゲームが発売されている諸外国でも同様の選考を経て選出された選手が参加し、最終的に世界一を決めるトーナメント戦が行われる。
店舗代表決定戦
年に3回行われる国内各地の認定店で開催される最も一般的な公式トーナメント試合。ルールは「マスタールール3」で行われ、店舗代表となることで、「ブロック代表トーナメント」に進出できる。
ブロック代表決定戦
店舗代表決定戦を勝ち抜いた者同士で行われる公式トーナメント試合。ルールは「マスタールール3」で行われ、勝ち抜いた者だけが「日本代表決定戦」に進出できる。

### 過去に行われていたもの
デュエリスト・トーナメント/ジュニアクラス
小学生限定の国内公式大会であり、「ジュニアルール」で行われていたもの。
遊戯王アジア・チャンピオンシップ
遊戯王オフィシャルカードゲームがまだアジア内だけでしか販売されていない頃の事実上の世界大会。予選の参加希望者は抽選によって決められていた。
大会形式が予選からアジアチャンピオン決定戦にいたるまで全てトーナメント形式。
デュエリストキング・トーナメント
国内各地の認定店で開催されていた最も一般的な公式トーナメント試合。ルールは「マスタールール2」で行われ、結果は国内ランキングに反映された。当大会で国内上位150名以内にランキングされれば、前述のワールドチャンピオンシップ選手候補の資格を得ることができた。
以下の3種類のカテゴリーが存在した。
- エキスパートクラス（年齢制限無し）
- レギュラークラス（中学生以下）
- チャレンジクラス（小学生以下）

コナミトーナメント2012
日本一のデュエリストを決める大会と銘打たれた大会。全国8ブロック32店舗でブロック代表戦を行い、各会場の優勝者32名が決勝大会に進出。決勝はトーナメント形式で行われ、ベスト4以上になると前述のワールドチャンピオンシップシード権（第1次予選を免除）が得られ、国内最終予選から参加できた。
主な公認大会の歴史
- 1999年8月 遊戯王デュエルモンスターズ決闘者inドーム
- 2000年3月 全国大会
- 2000年8月 第1回アジア・チャンピオンシップ（優勝：香港）
- 2001年3月 全国大会
- 2001年8月 第2回アジア・チャンピオンシップ（優勝：香港）
- 2002年8月 第3回アジア・チャンピオンシップ（優勝：日本）
- 2002年12月 全国大会（ジャンプフェスタ内）
- 2003年8月 第1回ワールド・チャンピオンシップ（優勝：香港）
- 2004年8月 第2回ワールド・チャンピオンシップ（優勝：日本）
- 2005年8月 第3回ワールド・チャンピオンシップ（優勝：ギリシャ）
- 2006年8月 第4回ワールド・チャンピオンシップ（優勝：イタリア）
- 2007年7月 第5回ワールド・チャンピオンシップ（優勝：チリ）
- 2008年8月 第6回ワールド・チャンピオンシップ（優勝：日本）
- 2008年12月 全国大会（ジャンプフェスタ内）
- 2009年8月 第7回ワールド・チャンピオンシップ（優勝：シンガポール）
- 2010年8月 第8回ワールド・チャンピオンシップ
- 2011年8月 第9回ワールド・チャンピオンシップ
- 2012年8月 第10回ワールド・チャンピオンシップ（優勝：日本）
- 2013年8月 第11回ワールド・チャンピオンシップ（優勝：日本）
- 2014年8月 第12回ワールド・チャンピオンシップ
- 2015年8月 第13回ワールド・チャンピオンシップ（優勝：日本）
- 2016年8月 第14回ワールド・チャンピオンシップ（優勝：日本）
- 2017年8月 第15回ワールド・チャンピオンシップ（優勝：日本）
- 2018年8月 第16回ワールド・チャンピオンシップ

## カードについて
当ゲームのカードは、基本的には下記の4通りで発売されている。
構築済みデッキ（スターターデッキ、ストラクチャーデッキなど）
あらかじめ各種のカードを組み合わせてデッキ単位で販売されており、これだけで直ぐに遊べるように構成されている。
パック
カードをランダムに組み合わせて封入したパック。複数種が発売され、新作も定期的に発売されている。カードを買う場合はこれが主流。
正規エキスパンジョンの他キャラ別パック、限定パック及び総集編パックが存在する。
コレクターズアイテム（コレクターズTIN、マスターコレクションなど）
数量限定で発売され、1〜数枚のレアカードとそのアイテム発売当時のエキスパンジョン数パックが納められている。
遊☆戯☆王ゼアル デュエルターミナル
各種店舗などに設置されているデュエルターミナルに代金（1プレイ）を投入する事で1枚のカードが払い出される。このカードのみ、全てのカードに斑点状のホログラムフィルム（第9弾から新たなフィルムに変更）が貼り付けられている。このカードのレアリティはパラレルレア。

### 入手が特殊なものの一例
公認大会
公認大会に出場することで貰えるものや、入賞することで貰えるものがある。中でも国内選考会参加者、世界選手権上位入賞者や優勝者にしか交付されない極めて稀少なカードは、取引のレートも非常に高い。
大会参加者には、2007年4月までは、参加者に発売済みカードのうち、いずれかの収録弾でレア以上のレアリティであったカードのノーマル版、優勝者には同カードのノーマルパラレルレア版が配布されていたが、現在は「トーナメントパック」が配布されている。
購入特典
単行本、雑誌の購読特典、コンピュータゲーム及びその攻略本等に同梱されたもの。現行ではウルトラレア以上の仕上げが施されている。『Vジャンプ』には毎号付属する。『週刊少年ジャンプ』や『最強ジャンプ』に不定期で付属する。また『Vジャンプ』の年間定期購読の契約をした読者にのみ送られるカードなども存在する。
イベント
イベント会場限定で発売されたり、配付されるカード。東京ドーム等で開催された遊戯王のイベント等では、会場限定のカードが発売されている。
応募者限定（LIMITED EDITION、V JUMP EDITIONなど）
プレミアムパック
イベントで先行発売され、その後市販されるパック（会場並びにジャンプショップ限定の場合もある）。1パックの封入枚数が5枚以上で、確実にレアカードが入っている。
公認店限定パック
コナミの公認店舗にて販売される特別パック。第5期より開始。内容は該当するエキスパンション2パックと、その弾に収録されている1種類のノーマルカードのパラレルレア加工のカード1枚。

## レアリティ
カードのレアリティは以下のように設定されており、希少価値の高いものは箔押し・光沢・レリーフなどの様々な加工が施されている。尚、今現在ゴールドシークレットレアはGOLD SERIES2013〜2014、GOLD PACK2016、コレクターズレアはコレクターズパックでのみ登場している。
後述する市販商品以外にも、カードゲームとしての商品よりも販売期間の短いゲーム・書籍への付属、大会などのイベントで配布されるプロモーションカードも存在しており、世界大会の上位入賞者への賞品など、100万円を超えるプレミアム価格で取引されているものもある。

### 通常ラインナップに収録されているもの
| レア度               | 特徴 |
| -------------------- | --- |
| ノーマル             | レアリティが最も低く、特殊な加工はされていない。なお、ノーマルであるにも係わらずレアカード並みに封入率が低い（約1％など）とされるカードは ファンの間で「ノーマルレア」と呼ばれる（当然非公式）。 |
| レア                 | カードの名前に銀の箔押し。第7期以降(ブースター「DUELIST REVOLUTION」以降)、箔押しの銀がやや金に近い色合いに変更されている。 |
| スーパーレア         | カードのイラストがホイル加工。 |
| ウルトラレア         | カードの名前が金の箔押し、イラストがホイル加工。「V JUMP EDITION」に収録されるカードも種類上はこれに分類されるが、 こちらはカードの名前が赤の箔押し(メタリックレッド)の仕様。 |
| アルティメットレア   | カードの名前が金の箔押し、イラストが凹凸のあるレリーフ加工（モンスターであれば属性・レベルも）。 第7期からカード・テキストの枠にもレリーフ加工が施されるようになった。ブースターパックのスーパーレア、ウルトラレアの加工違い。 第5期以降(ブースター「TACTICAL EVOLUTION」以降)、ウルトラレアの加工違いのみに変更された。 |
| ホログラフィックレア | カードの名前が偏光調の銀の箔押し、イラストがホログラム加工。「CRIMSON CRISIS」から加工がより立体的になった。 ブースターパックのウルトラレアのうち1枚のみに存在する加工違い。 |
| シークレットレア     | カードの名前が偏光調の銀の箔押し、イラストがホイル加工と格子状の光沢フィルム処理。第9期以降(ブースター「THE SECRET OF EVOLUTION」から)再びブースターパックのラインナップに加わった。 |

### その他現行でリリースされている特殊なもの
| レア度                                 | 特徴 |
| -------------------------------------- | --- |
| パラレルレア                           | ノーマルからエクストラシークレットまでのレアリティ共通で、カード全体に格子状の光沢フィルム貼付処理が施されたカード。 異なる模様の光沢を持つデュエルターミナルのカードやDUELIST PACK -遊馬編2 ゴゴゴ＆ドドド-以降のデュエリストパックの一部のカードも パラレルレアの一種とされる。 |
| ゴールドレア                           | 「GOLD SERIES」及び一部の限定カードにのみ採用。カードの名前が偏光調の銀の箔押し、イラストがホイル加工、カードとイラストの枠に金の箔押し。 |
| ゴールドシークレットレア               | カードの名前はゴールドレアと特に違いは無いが、イラスト・カード・テキスト(モンスターであれば属性・レベル・ランクも)が シークレットレアのような光り方となっている。 |
| コレクターズレア                       | カード全体が虹色のパラレル仕様に光るカード。デュエルターミナルなどのパラレルレアに比べて光り方がやや派手である。 コレクターズパック-伝説の決闘者編-からはカード全体ではなくカード名・イラスト・テキスト・外枠のみが光る仕様になっている。                                         |
| ミレニアム仕様                         | 原作初代をイメージしたロゴが全体に掘られていて、ノーマルからシークレットレアまでのレアリティ共通で、パラレルレアと似た加工である。 |
| KC仕様                                 | 海馬コーポレーションの社章をイメージしたロゴが全体に掘られていて、ノーマル、レア(カード名はダイヤモンド箔)、ウルトラレアのレアリティ共通で、パラレルレアと似た加工である。 |
| エクストラシークレットレア             | カード全体に斜線状で光る仕様となっており、その他はシークレットレアと同じ。 |
| 20thシークレットレア                   | 20周年記念のアイコンがカードテキストに掘られていて、カード全体に格子状で光る仕様となっており、カード名は赤色になっていて、その他はエクストラシークレットレアと同じ。 |
| プリズマティックシークレットレア       | カード全体に格子状で光る仕様となっており、カード名はホイル加工になっていて、その他は20thシークレットレアと同じ。海外の公式データベースでは2021/8/13以降のものはStarlight Rare、それよりも前のものはPrismatic Secret Rareと記載されている。                                        |
| クォーターセンチュリーシークレットレア | 25周年記念のアイコンがカードテキストに掘られていて、カード全体に格子状で光る仕様となっており、カード名はシャンパンゴールドになっていて、その他は20thシークレットレアと同じ。 |

### 過去にリリースされたもの
| レア度                   | 特徴 |
| ------------------------ | --- |
| ウルトラシークレットレア | 初期のプロモーションカードのみに存在する特殊な希少度。カードの名前が偏光調の銀の箔押し、イラストがホイル加工。 公式サイトではSE(シークレットレア)仕様と表記されている。 |

## カードリスト
第2期（2000年4月）以降のカードは、「略号2〜3文字+数字2〜3桁」（XXX-000）「略号2〜4文字-言語2文字+数字2〜3桁」（XXXX-XX000）の書式で、カードナンバーが記載されている。略号には商品名や配布方法などの略称が用いられることが多い。以下のリストでは、括弧内に略号を記す。

### ブースターパック
第2期以降は発売された順にパックの色調が統一されている。
| 第1弾 | 第2弾 | 第3弾    | 第4弾  | 第5弾 | 第6弾    | 第7弾 | 第8弾 | 第9弾 （第2期・第3期のみ） |
| ----- | ----- | -------- | ------ | ----- | -------- | ----- | ----- | -------------------------- |
| 緑    | 黄    | 赤、赤紫 | 橙、茶 | 青    | 紫、藤色 | 黒    | 白    | 淡い茶系                   |

| 第1期                                           | 発売日（絶版） |
| ----------------------------------------------- | -------------- |
| Vol.1                                           | 1999年2月4日   |
| Vol.2                                           | 1999年3月27日  |
| Vol.3                                           | 1999年5月27日  |
| Vol.4                                           | 1999年7月22日  |
| Vol.5                                           | 1999年9月23日  |
| Vol.6                                           | 1999年11月18日 |
| Vol.7                                           | 2000年1月27日  |
| 第2期                                           | 発売日（絶版） |
| Magic Ruler - 魔法の支配者 - (MR)               | 2000年4月20日  |
| Pharaoh's Servant - ファラオのしもべ - (PS)     | 2000年7月13日  |
| Curse of Anubis - アヌビスの呪い - (CA)         | 2000年9月28日  |
| Thousand Eyes Bible - 千眼の魔術書 - (TB)       | 2000年12月14日 |
| Spell of Mask - 仮面の呪縛 - (SM)               | 2001年4月19日  |
| Labyrinth of Nightmare - 悪夢の迷宮 - (LN)      | 2001年7月12日  |
| Struggle of Chaos - 闇を制する者 - (SC)         | 2001年9月20日  |
| Mythological Age - 蘇りし魂 - (MA)              | 2001年11月29日 |
| Pharaonic Guardian - 王家の守護者 - (PH)        | 2002年3月21日  |
| 第3期                                           | 発売日（絶版） |
| 新たなる支配者 (301)                            | 2002年5月16日  |
| ユニオンの降臨 (302)                            | 2002年7月18日  |
| 黒魔導の覇者 (303)                              | 2002年9月19日  |
| ガーディアンの力 (304)                          | 2002年11月21日 |
| 闇魔界の脅威 (305)                              | 2003年2月20日  |
| 混沌を制す者 (306)                              | 2003年4月24日  |
| 暗黒の侵略者 (307)                              | 2003年7月17日  |
| 天空の聖域 (308)                                | 2003年11月20日 |
| ファラオの遺産 (309)                            | 2004年2月26日  |
| 第4期                                           | 発売日（絶版） |
| SOUL OF THE DUELIST (SOD)                       | 2004年5月27日  |
| RISE OF DESTINY (RDS)                           | 2004年8月5日   |
| FLAMING ETERNITY (FET)                          | 2004年11月25日 |
| THE LOST MILLENNIUM (TLM)                       | 2005年2月24日  |
| CYBERNETIC REVOLUTION (CRV)                     | 2005年5月26日  |
| ELEMENTAL ENERGY (EEN)                          | 2005年8月11日  |
| SHADOW OF INFINITY (SOI)                        | 2005年11月17日 |
| ENEMY OF JUSTICE (EOJ)                          | 2006年2月16日  |
| 第5期                                           | 発売日（絶版） |
| POWER OF THE DUELIST (POTD)                     | 2006年5月18日  |
| CYBERDARK IMPACT (CDIP)                         | 2006年8月10日  |
| STRIKE OF NEOS (STON)                           | 2006年11月16日 |
| FORCE OF THE BREAKER (FOTB)                     | 2007年2月15日  |
| TACTICAL EVOLUTION (TAEV)                       | 2007年5月12日  |
| GLADIATOR'S ASSAULT (GLAS)                      | 2007年7月21日  |
| PHANTOM DARKNESS (PTDN)                         | 2007年11月23日 |
| LIGHT OF DESTRUCTION (LODT)                     | 2008年2月23日  |
| 第6期                                           | 発売日（絶版） |
| THE DUELIST GENESIS (TDGS)                      | 2008年4月19日  |
| CROSSROADS OF CHAOS (CSOC)                      | 2008年7月19日  |
| CRIMSON CRISIS (CRMS)                           | 2008年11月15日 |
| RAGING BATTLE (RGBT)                            | 2009年2月14日  |
| ANCIENT PROPHECY (ANPR)                         | 2009年4月18日  |
| STARDUST OVERDRIVE (SOVR)                       | 2009年7月18日  |
| ABSOLUTE POWERFORCE (ABPF)                      | 2009年11月14日 |
| THE SHINING DARKNESS (TSHD)                     | 2010年2月20日  |
| 第7期                                           | 発売日（絶版） |
| DUELIST REVOLUTION (DREV)                       | 2010年4月17日  |
| STARSTRIKE BLAST (STBL)                         | 2010年7月17日  |
| STORM OF RAGNAROK (STOR)                        | 2010年11月13日 |
| EXTREME VICTORY (EXVC)                          | 2011年2月11日  |
| GENERATION FORCE (GENF)                         | 2011年4月16日  |
| PHOTON SHOCKWAVE (PHSW)                         | 2011年7月16日  |
| ORDER OF CHAOS (ORCS)                           | 2011年11月19日 |
| GALACTIC OVERLORD (GAOV)                        | 2012年2月18日  |
| 第8期                                           | 発売日（絶版） |
| RETURN OF THE DUELIST (REDU)                    | 2012年4月14日  |
| ABYSS RISING (ABYR)                             | 2012年7月21日  |
| COSMO BLAZER (CBLZ)                             | 2012年11月17日 |
| LORD OF THE TACHYON GALAXY (LTGY)               | 2013年2月16日  |
| JUDGMENT OF THE LIGHT (JOTL)                    | 2013年4月20日  |
| SHADOW SPECTERS (SHSP)                          | 2013年7月20日  |
| LEGACY OF THE VALIANT (LVAL)                    | 2013年11月16日 |
| PRIMAL ORIGIN (PRIO)                            | 2014年2月15日  |
| 第9期                                           | 発売日（絶版） |
| ザ・デュエリスト・アドベント (DUEA)             | 2014年4月19日  |
| ネクスト・チャレンジャーズ (NECH)               | 2014年7月19日  |
| ザ・シークレット・オブ・エボリューション (SECE) | 2014年11月15日 |
| クロスオーバー・ソウルズ (CROS)                 | 2015年2月14日  |
| クラッシュ・オブ・リベリオン (CORE)             | 2015年4月25日  |
| ディメンション・オブ・カオス (DOCS)             | 2015年7月18日  |
| ブレイカーズ・オブ・シャドウ (BOSH)             | 2015年10月17日 |
| シャイニング・ビクトリーズ (SHVI)               | 2016年1月9日   |
| ザ・ダーク・イリュージョン (TDIL)               | 2016年4月9日   |
| インベイジョン・オブ・ヴェノム (INOV)           | 2016年7月9日   |
| レイジング・テンペスト (RATE)                   | 2016年10月8日  |
| マキシマム・クライシス (MACR)                   | 2017年1月14日  |
| 第10期                                          | 発売日         |
| CODE OF THE DUELIST (COTD)                      | 2017年4月15日  |
| CIRCUIT BREAK (CIBR)                            | 2017年7月8日   |
| EXTREME FORCE (EXFO)                            | 2017年10月14日 |
| FLAMES OF DESTRUCTION (FLOD)                    | 2018年1月13日  |
| CYBERNETIC HORIZON (CYHO)                       | 2018年4月14日  |
| SOUL FUSION (SOFU)                              | 2018年7月14日  |
| SAVAGE STRIKE (SAST)                            | 2018年10月13日 |
| DARK NEOSTORM (DANE)                            | 2019年1月12日  |
| RISING RAMPAGE (RIRA)                           | 2019年4月13日  |
| CHAOS IMPACT (CHIM)                             | 2019年7月13日  |
| IGNITION ASSAULT (IGAS)                         | 2019年10月12日 |
| ETERNITY CODE (ETCO)                            | 2020年1月11日  |
| 第11期                                          | 発売日         |
| RISE OF THE DUELIST (ROTD)                      | 2020年4月18日  |
| PHANTOM RAGE (PHRA)                             | 2020年8月8日   |
| BLAZING VORTEX (BLVO)                           | 2020年10月31日 |
| LIGHTNING OVERDRIVE (LIOV)                      | 2021年1月16日  |
| DAWN OF MAJESTY (DAMA)                          | 2021年4月17日  |
| BURST OF DESTINY (BODE)                         | 2021年7月17日  |
| BATTLE OF CHAOS (BACH)                          | 2021年10月16日 |
| DIMENSION FORCE (DIFO)                          | 2022年1月15日  |
| POWER OF THE ELEMENTS (POTE)                    | 2022年4月23日  |
| DARKWING BLAST (DABL)                           | 2022年7月16日  |
| PHOTON HYPERNOVA (PHHY)                         | 2022年10月15日 |
| CYBERSTORM ACCESS (CYAC)                        | 2023年1月14日  |
| 第12期                                          | 発売日         |
| DUELIST NEXUS (DUNE)                            | 2023年4月22日  |
| AGE OF OVERLORD (AGOV)                          | 2023年7月22日  |
| PHANTOM NIGHTMARE (PHNI)                        | 2023年10月28日 |
| LEGACY OF DESTRUCTION (LEDE)                    | 2024年1月27日  |

### ブースターSP
主にアニメのキャラクターの使用するカードが収録されている。また、その都合上過去のブースターパックで収録されたカードが多く再録されている。
| パック名                                               | 発売日（絶版） |
| ------------------------------------------------------ | -------------- |
| ブースターSP - レイジング・マスターズ - (SPRG)         | 2014年8月9日   |
| ブースターSP - トライブ・フォース - (SPTR)             | 2014年10月11日 |
| ブースターSP - ハイスピード・ライダーズ - (SPHR)       | 2015年8月22日  |
| ブースターSP - ウィング・レイダーズ - (SPWR)           | 2015年11月14日 |
| ブースターSP - デステニー・ソルジャーズ - (SPDS)       | 2016年8月6日   |
| ブースターSP - フュージョン・エンフォーサーズ - (SPFE) | 2016年11月12日 |

### デュエリストパック
アニメのキャラクターが使用するカードを中心に収録した、初心者向けシリーズ。
遊馬編2からは収録カードの一部に通常・デュエルターミナルとは違う模様のノーマル
パラレル仕様のカードも存在する。
| パック名                                                 | 発売日                 | 関連アニメ             |
| -------------------------------------------------------- | ---------------------- | ---------------------- |
| DUELIST PACK - 十代編 - (DP1)                            | 2005年10月20日（絶版） | デュエルモンスターズGX |
| DUELIST PACK - 万丈目編 - (DP2)                          | 2005年10月20日（絶版） | デュエルモンスターズGX |
| DUELIST PACK - 十代編２ - (DP03)                         | 2006年10月26日（絶版） | デュエルモンスターズGX |
| DUELIST PACK - ヘルカイザー編 - (DP04)                   | 2006年10月26日（絶版） | デュエルモンスターズGX |
| DUELIST PACK - エド編 - (DP05)                           | 2006年10月26日（絶版） | デュエルモンスターズGX |
| DUELIST PACK - 十代編３ - (DP06)                         | 2007年10月20日（絶版） | デュエルモンスターズGX |
| DUELIST PACK - ヨハン編 - (DP07)                         | 2007年10月20日（絶版） | デュエルモンスターズGX |
| DUELIST PACK - 遊星編 - (DP08)                           | 2008年10月18日（絶版） | 5D's                   |
| DUELIST PACK - 遊星編２ - (DP09)                         | 2009年10月17日（絶版） | 5D's                   |
| DUELIST PACK - 遊星編３ - (DP10)                         | 2010年10月16日（絶版） | 5D's                   |
| DUELIST PACK - クロウ編 - (DP11)                         | 2010年10月16日（絶版） | 5D's                   |
| デュエリストパック - 遊馬編 - (DP12)                     | 2011年10月15日（絶版） | ZEXAL / ZEXAL II       |
| デュエリストパック - カイト編 - (DP13)                   | 2012年9月15日（絶版）  | ZEXAL / ZEXAL II       |
| デュエリストパック - 遊馬編２ ゴゴゴ＆ドドド - (DP14)    | 2013年9月21日（絶版）  | ZEXAL / ZEXAL II       |
| デュエリストパック - 神代兄妹編 - (DP15)                 | 2013年10月19日（絶版） | ZEXAL / ZEXAL II       |
| デュエリストパック - 決闘都市編 - (DP16)                 | 2015年6月6日（絶版）   | デュエルモンスターズ   |
| デュエリストパック - 王の記憶編 - (DP17)                 | 2016年6月4日（絶版）   | デュエルモンスターズ   |
| デュエリストパック - レジェンドデュエリスト編 - (DP18)   | 2017年6月3日（絶版）   |                        |
| デュエリストパック - レジェンドデュエリスト編２ - (DP19) | 2017年11月11日（絶版） |                        |
| デュエリストパック - レジェンドデュエリスト編３ - (DP20) | 2018年6月9日           |                        |
| デュエリストパック - レジェンドデュエリスト編４ - (DP21) | 2018年11月10日         |                        |
| デュエリストパック - レジェンドデュエリスト編５ - (DP22) | 2019年6月8日           |                        |
| デュエリストパック - レジェンドデュエリスト編６ - (DP23) | 2019年11月9日          |                        |
| デュエリストパック - 冥闇のデュエリスト編 - (DP24)       | 2020年5月30日          |                        |
| デュエリストパック - 疾風のデュエリスト編 - (DP25)       | 2021年5月22日          |                        |
| デュエリストパック - 深淵のデュエリスト編 - (DP26)       | 2021年11月20日         |                        |
| デュエリストパック - 輝石のデュエリスト編 - (DP27)       | 2022年5月21日          |                        |
| デュエリストパック - 爆炎のデュエリスト編 - (DP28)       | 2023年5月27日          |                        |

### ゴールドパック
「伝説のカード達」と銘打たれた、既存カードの中でも強力あるいは入手困難なカードを中心に収録しているシリーズ。現在唯一「ゴールドレア」を使用している。GOLD SERIES 2013からはゴールドシークレットレアというレアレティが新たに登場している。2016年からは名称をゴールドパックに変更した。
| パック名                | 発売日                |
| ----------------------- | --------------------- |
| GOLD SERIES (GS01)      | 2009年1月17日（絶版） |
| GOLD SERIES 2010 (GS02) | 2010年1月23日（絶版） |
| GOLD SERIES 2011 (GS03) | 2011年1月15日（絶版） |
| GOLD SERIES 2012 (GS04) | 2012年1月7日（絶版）  |
| GOLD SERIES 2013 (GS05) | 2013年1月12日（絶版） |
| GOLD SERIES 2014 (GS06) | 2014年1月11日（絶版） |
| GOLD PACK 2016 (GP16)   | 2016年2月20日（絶版） |

### コレクターズパック・コレクションパック・アニメーションクロニクル
アニメや漫画などで登場したカードが多数収録されているパック。このパックからカード全体が光るパラレル仕様のコレクターズレアというレアレティが登場した。
2020年にコレクターズパックからコレクションパックに,2021年からアニメーションクロニクル名称が変わった。
| パック名                                     | 発売日                |
| -------------------------------------------- | --------------------- |
| コレクターズパック - ZEXAL編 - (CPZ1)        | 2013年8月10日（絶版） |
| コレクターズパック - 伝説の決闘者編 - (CPL1) | 2014年5月17日（絶版） |
| COLLECTORS PACK - 運命の決闘者編 - (CPD1)    | 2015年5月16日（絶版） |
| COLLECTORS PACK - 閃光の決闘者編 - (CPF1)    | 2016年5月14日（絶版） |
| COLLECTORS PACK 2017 (CP17)                  | 2017年5月13日（絶版） |
| COLLECTORS PACK 2018 (CP18)                  | 2018年5月12日         |
| COLLECTION PACK－革命の決闘者編－ (CP19)     | 2019年5月18日         |
| COLLECTION PACK 2020 (CP20)                  | 2020年6月20日         |
| ANIMATION CHRONICLE 2021 (AC01)              | 2021年6月12日         |
| ANIMATION CHRONICLE 2022 (AC02)              | 2022年6月12日         |
| ANIMATION CHRONICLE 2023 (AC03)              | 2023年6月10日         |

### エクストラパック
Yu-Gi-Oh! TRADING CARD GAME「STRIKE OF NEOS」以降に収録されている、日本国外先行発売カードをまとめて収録しているシリーズ。
| パック名                               | 発売日                 | 収録（特に記述がない場合はTCG版） |
| -------------------------------------- | ---------------------- | --- |
| EXTRA PACK (EXP1)                      | 2008年9月13日（絶版）  | Strike of Neos ～ Phantom Darkness |
| EXTRA PACK Volume 2 (EXP2)             | 2009年9月19日（絶版）  | Light of Destruction ～ Crimson Crisis |
| EXTRA PACK Volume 3 (EXP3)             | 2010年9月18日（絶版）  | Raging Battle ～ Absolute Powerforce |
| EXTRA PACK Volume 4 (EXP4)             | 2011年9月17日（絶版）  | The Shining Darkness ～ Storm of Ragnarok |
| EXTRA PACK 2012 (EP12)                 | 2012年10月13日（絶版） | Extreme Victory ～ Order of Chaos |
| EXTRA PACK - SWORD OF KNIGHTS - (EP13) | 2013年5月18日（絶版）  | Galactic Overlord ～ Lord of the Tachyon Galaxy |
| EXTRA PACK - KNIGHTS OF ORDER - (EP14) | 2014年9月13日（絶版）  | Judgment of the Light ～ Primal Origin Legendary Collection 4: Joey's World LEGACY OF THE VALIANT（韓国）～ PRIMAL ORIGIN（韓国）                                             |
| EXTRA PACK 2015 (EP15)                 | 2015年9月19日（絶版）  | Duelist Alliance ～ Crossed Souls Legendary Collection 5D's Structure Deck: Realm of Light Battle Pack 3: Monster League THE DUELIST ADVENT（韓国）～ CROSSOVER SOULS（韓国） |
| EXTRA PACK 2016 (EP16)                 | 2016年9月10日（絶版）  | Clash of Rebellions ～ Shining Victories CLASH OF REBELLIONS（韓国）～ DIMENSION OF CHAOS（韓国）                                                                             |
| EXTRA PACK 2017 (EP17)                 | 2017年9月9日（絶版）   | The Dark Illusion ～ Code of the Duelist |
| EXTRA PACK 2018 (EP18)                 | 2018年9月8日           | Code of the Duelist ～ Flames of Destruction Legendary Dragon Decks Legendary Collection Kaiba                                                                                |
| EXTRA PACK 2019 (EP19)                 | 2019年9月14日          | Cybernetic Horizon～Dark Neostorm Shadows in Valhalla 2019 Gold Sarcophagus Tin                                                                                               |

### ワールドプレミアパック
「EXTRA PACK」の後継となるパック。海外先行収録、海外専用商品のカードを収録。
| パック名                 | 発売日        | 備考 |
| ------------------------ | ------------- | ---- |
| WORLD PREMIERE PACK 2020 | 2020年10月3日 |      |
| WORLD PREMIERE PACK 2021 | 2021年9月25日 |      |
| WORLD PREMIERE PACK 2022 | 2022年9月10日 |      |
| WORLD PREMIERE PACK 2023 | 2023年9月23日 |      |

### プレミアムパック
ジャンプフェスタで先行販売を行い、後に一般販売されるパック。過去にはイベントのみの限定販売となったもの、イベントで販売されなかったものもある。
| パック名                 | 発売日                 | 備考 |
| ------------------------ | ---------------------- | --- |
| PREMIUM PACK 1           | 1999年8月26日（絶版）  | 東京ドームで開催された『遊☆戯☆王デュエルモンスターズII 闇界決闘記』大会で限定販売。 来場者向けの通信販売も行われた（当該項を参照）。 |
| PREMIUM PACK 2           | 1999年12月18日（絶版） | ジャンプフェスタ2000で限定販売。 |
| DARK CEREMONY EDITION    | 2000年3月23日（絶版）  | 一般販売。PREMIUM PACK 2の全カードと新規カードを収録。                                                                               |
| PREMIUM PACK 3 (P3)      | 2000年8月10日（絶版）  | 一般販売。 |
| PREMIUM PACK 4 (P4)      | 2001年1月18日（絶版）  | ジャンプフェスタ2001で販売。 |
| PREMIUM PACK 5 (P5)      | 2001年12月22日（絶版） | 一般販売。全カードが既存カードのイラスト違い。                                                                                       |
| PREMIUM PACK 6 (PP6)     | 2004年3月11日（絶版）  | ジャンプフェスタ2004で販売。 |
| PREMIUM PACK 7 (PP7)     | 2004年8月5日（絶版）   | 一般販売。『遊☆戯☆王デュエルモンスターズ 光のピラミッド』公開記念パック。                                                            |
| PREMIUM PACK 8 (PP8)     | 2005年（絶版）         | ジャンプフェスタ2005で販売。 |
| PREMIUM PACK 9 (PP9)     | 2006年3月16日（絶版）  | ジャンプフェスタ2006で販売。 |
| PREMIUM PACK 10 (PP10)   | 2007年3月8日（絶版）   | ジャンプフェスタ2007で販売。 |
| PREMIUM PACK 11 (PP11)   | 2008年2月1日（絶版）   | ジャンプフェスタ2008で販売。店頭販売はジャンプショップにて。                                                                         |
| PREMIUM PACK 12 (PP12)   | 2010年3月20日（絶版）  | ジャンプフェスタ2010で販売。 |
| PREMIUM PACK 13 (PP13)   | 2011年3月12日（絶版）  | ジャンプフェスタ2011で販売。 |
| PREMIUM PACK 14 (PP14)   | 2012年3月17日（絶版）  | ジャンプフェスタ2012で販売。 |
| PREMIUM PACK 15 (PP15)   | 2013年3月16日（絶版）  | ジャンプフェスタ2013で販売。 |
| PREMIUM PACK 16 (PP16)   | 2014年3月21日（絶版）  | ジャンプフェスタ2014で販売。 |
| PREMIUM PACK 17 (PP17)   | 2015年3月21日（絶版）  | ジャンプフェスタ2015で販売。 |
| PREMIUM PACK 18 (PP18)   | 2016年3月19日（絶版）  | ジャンプフェスタ2016で販売。 |
| PREMIUM PACK 19 (PP19)   | 2017年3月11日（絶版）  | ジャンプフェスタ2017で販売。 |
| PREMIUM PACK 20 (PP20)   | 2018年3月10日（絶版）  | ジャンプフェスタ2018で販売。 |
| PREMIUM PACK 2019 (19PP) | 2019年3月9日（絶版）   | ジャンプフェスタ2019で販売。 |
| PREMIUM PACK 2020 (20PP) | 2020年2月22日（絶版）  | ジャンプフェスタ2020で販売。 |
| PREMIUM PACK 2021 (21PP) | 2020年12月下旬（絶版） | ジャンプフェスタ2021 ONLINEで限定販売（新型コロナウイルスによりイベント中止のため）。 一般販売は無し                                 |
| PREMIUM PACK 2022 (22PP) | 2021年12月18日（絶版） | ジャンプフェスタ2022で販売。 一般販売は無し                                                                                          |
| PREMIUM PACK 2023 (23PP) | 2022年12月17日（絶版） | ジャンプフェスタ2023で販売。 一般販売は無し                                                                                          |
| PREMIUM PACK 2024 (24PP) | 2023年12月16日         | ジャンプフェスタ2024で販売。 |

### デッキビルドパック
同じシリーズがまとめられていてパックに収録されてるカードだけでデッキ構築出来ることをコンセプトにしたパック。1パックに3つのシリーズが収録されている。
| パック名                                                 | 発売日                | 備考 |
| -------------------------------------------------------- | --------------------- | ---- |
| デッキビルドパック スピリット・ウォリアーズ (DBSW)       | 2017年8月11日（絶版） |      |
| デッキビルドパック ダーク・セイヴァーズ (DBDS)           | 2018年2月24日（絶版） |      |
| デッキビルドパック ヒドゥン・サモナーズ (DBHS)           | 2018年8月4日          |      |
| デッキビルドパック インフィニティ・チェイサーズ (DBIC)   | 2019年2月23日         |      |
| デッキビルドパック ミスティック・ファイターズ (DBMF)     | 2019年8月3日          |      |
| デッキビルドパック シークレット・スレイヤーズ (DBSS)     | 2020年3月7日          |      |
| デッキビルドパック ジェネシス・インパクターズ (DBGI)     | 2020年9月12日         |      |
| デッキビルドパック エンシェント・ガーディアンズ (DBAG)   | 2021年3月6日          |      |
| デッキビルドパック グランド・クリエイターズ (DBGC)       | 2021年8月28日         |      |
| デッキビルドパック タクティカル・マスターズ (DBTM)       | 2022年3月19日         |      |
| デッキビルドパック アメイジング・ディフェンダーズ (DBAD) | 2022年8月20日         |      |
| デッキビルドパック ワイルド・サバイバーズ (DBWS)         | 2023年3月18日         |      |
| デッキビルドパック ヴァリアント・スマッシャーズ          | 2023年8月26日         |      |

### 復刻版パック
既存カードの復刻版パック。カードは発売当時の最新フォーマットに改められている。第7期のBEGINNER'S EDITION 1と2、DUELIST EDITION1～4には再録・新規カードが新たにシークレットレア仕様で収録されている。
| 第1期 復刻版パック                                          | 発売日（絶版） | 収録内容                                                              |
| ----------------------------------------------------------- | -------------- | --------------------------------------------------------------------- |
| 青眼の白龍伝説 - LEGEND OF BLUE EYES WHITE DRAGON - (LB)    | 2000年5月18日  | Vol.1、STARTER BOX                                                    |
| 幻の召喚神 - PHANTOM GOD - (PG)                             | 2000年8月10日  | Vol.2、3                                                              |
| 暗黒魔竜復活 - REVIVAL OF BLACK DEMONS DRAGON - (RB)        | 2000年10月26日 | Vol.4、5                                                              |
| 鋼鉄の襲撃者 - METAL RAIDERS - (ME)                         | 2001年2月22日  | Vol.6、7、Booster 7                                                   |
| Booster Chronicle (BC)                                      | 2001年8月30日  | Booster R1 ～ R3                                                      |
| デュエリスト レガシー（第1期・第2期 復刻版パック）          | 発売日（絶版） | 収録内容                                                              |
| DUELIST LEGACY Volume.1 (DL1)                               | 2002年6月20日  | Magic Ruler ～ Curse of Anubis                                        |
| DUELIST LEGACY Volume.2 (DL2)                               | 2002年8月22日  | 青眼の白龍伝説 ～ 暗黒魔竜復活                                        |
| DUELIST LEGACY Volume.3 (DL3)                               | 2002年12月12日 | Thousand Eyes Bible ～ Labyrinth of Nightmare                         |
| DUELIST LEGACY Volume.4 (DL4)                               | 2003年1月23日  | 鋼鉄の襲撃者、Booster Chronicle、 STRUCTURE DECK 遊戯編 ～ ペガサス編 |
| DUELIST LEGACY Volume.5 (DL5)                               | 2003年4月24日  | Struggle of Chaos ～ Pharaonic Guardian                               |
| 初心者向け基本カードパック（第1期・第2期 復刻版パック）     | 発売日（絶版） | 収録内容                                                              |
| BEGINNER'S EDITION 1 (BE1)                                  | 2004年6月24日  | DUELIST LEGACY Volume.1 ～ 3                                          |
| BEGINNER'S EDITION 2 (BE2)                                  | 2004年12月9日  | DUELIST LEGACY Volume.3 ～ 5                                          |
| BEGINNER'S EDITION 1 [ 2011 ] (BE01)                        | 2011年5月14日  | BEGINNER'S EDITION 1をリニューアル                                    |
| BEGINNER'S EDITION 2 [ 2011 ] (BE02)                        | 2011年8月13日  | BEGINNER'S EDITION 2をリニューアル                                    |
| 中・上級者向け基本カードパック（第3期・第4期 復刻版パック） | 発売日（絶版） | 収録内容                                                              |
| EXPERT EDITION Volume.1 (EE1)                               | 2004年9月23日  | 新たなる支配者 ～ 闇魔界の脅威                                        |
| EXPERT EDITION Volume.2 (EE2)                               | 2005年3月17日  | 混沌を制す者 ～ ファラオの遺産                                        |
| EXPERT EDITION Volume.3 (EE3)                               | 2005年12月8日  | SOUL OF THE DUELIST ～ THE LOST MILLENNIUM                            |
| EXPERT EDITION Volume.4 (EE04)                              | 2007年9月22日  | CYBERNETIC REVOLUTION ～ ENEMY OF JUSTICE                             |
| デュエリストエディション（第5期・第6期 復刻版パック）       | 発売日（絶版） | 収録内容                                                              |
| DUELIST EDITION Volume 1 (DE01)                             | 2012年5月12日  | POWER OF THE DUELIST ～ FORCE OF THE BREAKER                          |
| DUELIST EDITION Volume 2 (DE02)                             | 2012年5月12日  | TACTICAL EVOLUTION ～ LIGHT OF DESTRUCTION                            |
| DUELIST EDITION Volume 3 (DE03)                             | 2012年8月11日  | THE DUELIST GENESIS ～ RAGING BATTLE                                  |
| DUELIST EDITION Volume 4 (DE04)                             | 2012年8月11日  | ANCIENT PROPHECY ～ THE SHINING DARKNESS                              |

### その他の市販パック
| パック名                                                    | 発売日                 | 備考 |
| ----------------------------------------------------------- | ---------------------- | --- |
| ANNIVERSARY PACK (YAP1)                                     | 2009年3月14日（絶版）  | ジャンプフェスタ2009で先行販売。10周年記念パック。 新規カード1枚。既存カードも含め、イラストは全て高橋和希描き下ろし。 |
| 遊戯王 ～超融合！時空を越えた絆～ MOVIE PACK (YMP1)         | 2011年2月26日（絶版）  | 『10thアニバーサリー 劇場版 遊☆戯☆王 〜超融合!時空を越えた絆〜』世界上映記念パック。                                   |
| デッキカスタムパック 01 (DC01)                              | 2014年4月19日（絶版）  | スターターデッキ2014の強化を目的とされたパック。                                                                       |
| THE RARITY COLLECTION (TRC1)                                | 2014年12月20日（絶版） | スーパーレアからホログラフィックレアまでのホイル加工カードを収録されたパック。                                         |
| 決闘者の栄光 - 記憶の断片 - side：武藤遊戯 (15AXJPM)        | 2015年1月10日（絶版）  | |
| 決闘者の栄光 - 記憶の断片 - side：闇遊戯 (15AXJPY)          | 2015年1月10日（絶版）  | |
| MILLENNIUM PACK (MP01)                                      | 2015年12月19日（絶版） | |
| 劇場版 遊戯王 THE DARK SIDE OF DIMENSIONS MOVIE PACK (MVP1) | 2016年4月23日（絶版）  | 『遊☆戯☆王 THE DARK SIDE OF DIMENSIONS』公開記念パック。                                                               |
| 20th ANNIVERSARY PACK 1st WAVE (20AP)                       | 2016年12月17日（絶版） | |
| 20th ANNIVERSARY PACK 2nd WAVE (20AP)                       | 2017年2月11日（絶版）  | |
| LINK VRAINS PACK (LVP1)                                     | 2017年11月25日（絶版） | |
| RARITY COLLECTION - 20th ANNIVERSARY EDITION - (RC02)       | 2018年2月10日          | |
| LINK VRAINS PACK 2 (LVP2)                                   | 2018年11月23日         | |
| 20th ANNIVERSARY LEGEND COLLECTION (20TH)                   | 2019年2月9日           | |
| LINK VRAINS PACK 3 (LVP3)                                   | 2019年11月23日         | |
| RARITY COLLECTION - PREMIUM GOLD EDITION - (RC03)           | 2020年2月8日           | |
| SELECTION 10 (SLT1)                                         | 2020年12月5日          | |
| PRISMATIC ART COLLECTION (PAC1)                             | 2021年2月6日           | |
| HISTORY ARCHIVE COLLECTION (HC01)                           | 2022年2月19日          | |
| SELECTION 5 (SLF1)                                          | 2022年11月5日          | |
| RARITY COLLECTION - QUARTER CENTURY EDITION - (RC04)        | 2023年2月18日          | |
| TERMINAL WORLD (TW01)                                       | 2023年11月25日         | |

### カード自販機
かつて『遊☆戯☆王カードダス』を発売していたバンダイからは1999年3月から2000年11月にかけてOCGのカードダスシリーズ「Booster」が販売された。第2期の「R」シリーズは第1期Boosterシリーズの再録となっている。後に「エポック社」からカードガチャにおいてファラオの遺産からFORCE OF THE BREAKERまでのOCGカードも発売された。
| 第1期 カードダス         | 発売日（絶版） |              |
| ------------------------ | -------------- | ------------ |
| Booster 1                | 1999年3月      |              |
| Booster 2                | 1999年5月      |              |
| Booster 3                | 1999年7月      |              |
| Booster 4                | 1999年8月      |              |
| Booster 5                | 1999年10月17日 |              |
| Booster 6                | 1999年12月     |              |
| Booster 7                | 2000年3月      |              |
| 第2期 カードダス（復刻） | 発売日（絶版） | 収録         |
| Booster R1 (B1)          | 2000年6月23日  | Booster 1、2 |
| Booster R2 (B2)          | 2000年9月9日   | Booster 3、4 |
| Booster R3 (B3)          | 2000年11月23日 | Booster 5、6 |

### 構築済みデッキ
40枚以上の構築済みデッキとして販売される商品。

#### スターターデッキ
1年ごとに入れ替えで販売、初心者向けシリーズ。
| デッキ名                               | 発売日                |
| -------------------------------------- | --------------------- |
| STARTER DECK 2006 (YSD)                | 2006年3月23日（絶版） |
| STARTER DECK 2006 SPECIAL SET          | 2006年3月23日（絶版） |
| STARTER DECK 2007 (YSD2)               | 2007年3月22日（絶版） |
| STARTER DECK 2007 SPECIAL SET          | 2007年3月22日（絶版） |
| STARTER DECK 2008 (YSD3)               | 2008年3月15日（絶版） |
| STARTER DECK 2009 (YSD4)               | 2009年3月14日（絶版） |
| STARTER DECK 2010 (YSD5)               | 2010年3月20日（絶版） |
| STARTER DECK 2011 (YSD6)               | 2011年3月19日（絶版） |
| STARTER DECK 2012 (ST12)               | 2012年3月17日（絶版） |
| STARTER DECK 2013 (ST13)               | 2013年3月16日（絶版） |
| STARTER DECK 2014 (ST14)               | 2014年3月21日（絶版） |
| デュエリストエントリーデッキ VS (VS15) | 2015年3月21日（絶版） |
| STARTER DECK 2016 (ST16)               | 2016年3月19日（絶版） |
| STARTER DECK 2017 (ST17)               | 2017年3月25日（絶版） |
| STARTER DECK 2018 (ST18)               | 2018年3月24日         |
| STARTER DECK 2019 (ST19)               | 2019年3月23日         |

#### ストラクチャーデッキ
スターターデッキよりもテーマを重視して構築された、中級者向けシリーズ。
| 第2期                                                    | 発売日（絶版） |
| -------------------------------------------------------- | -------------- |
| STRUCTURE DECK - 遊戯編 - (YU)                           | 2001年6月28日  |
| STRUCTURE DECK - 城之内編 - (JY)                         | 2001年10月25日 |
| STRUCTURE DECK - 海馬編 - (KA)                           | 2002年1月24日  |
| STRUCTURE DECK - ペガサス・J・クロフォード編 - (PE)      | 2002年3月21日  |
| 第3期                                                    | 発売日（絶版） |
| STRUCTURE DECK - 遊戯編 - Volume.2 (SY2)                 | 2003年5月22日  |
| STRUCTURE DECK - 城之内編 - Volume.2 (SJ2)               | 2003年8月7日   |
| STRUCTURE DECK - 海馬編 - Volume.2 (SK2)                 | 2003年12月11日 |
| STRUCTURE DECK - マリク編 - (SDM)                        | 2004年3月25日  |
| 第4期                                                    | 発売日（絶版） |
| STRUCTURE DECK - ドラゴンの力 - (SD1)                    | 2004年12月9日  |
| STRUCTURE DECK - アンデットの脅威 - (SD2)                | 2004年12月9日  |
| STRUCTURE DECK - 灼熱の大地 - (SD3)                      | 2005年1月20日  |
| STRUCTURE DECK - 海竜神の怒り - (SD4)                    | 2005年3月17日  |
| STRUCTURE DECK - 戦士の伝説 - (SD5)                      | 2005年6月15日  |
| STRUCTURE DECK - 魔法使いの裁き - (SD6)                  | 2005年9月22日  |
| STRUCTURE DECK - 守護神の砦 - (SD7)                      | 2005年12月8日  |
| STRUCTURE DECK - 烈風の覇者 - (SD8)                      | 2006年3月16日  |
| 第5期                                                    | 発売日（絶版） |
| STRUCTURE DECK - 恐竜の鼓動 - (SD09)                     | 2006年6月22日  |
| STRUCTURE DECK - 機械の叛乱 - (SD10)                     | 2006年9月14日  |
| STRUCTURE DECK - 閃光の波動 - (SD11)                     | 2006年12月14日 |
| STRUCTURE DECK - 暗闇の呪縛 - (SD12)                     | 2007年3月8日   |
| STRUCTURE DECK - 巨竜の復活 - (SD13)                     | 2007年6月23日  |
| STRUCTURE DECK - 帝王の降臨 - (SD14)                     | 2007年12月15日 |
| 第6期                                                    | 発売日（絶版） |
| STRUCTURE DECK - アンデットワールド - (SD15)             | 2008年6月21日  |
| STRUCTURE DECK - ロード・オブ・マジシャン - (SD16)       | 2008年12月13日 |
| STRUCTURE DECK - ウォリアーズ・ストライク - (SD17)       | 2009年6月20日  |
| STRUCTURE DECK - マシンナーズ・コマンド - (SD18)         | 2009年12月12日 |
| 第7期                                                    | 発売日（絶版） |
| STRUCTURE DECK - ドラグニティ・ドライブ - (SD19)         | 2010年6月19日  |
| STRUCTURE DECK - ロスト・サンクチュアリ - (SD20)         | 2010年12月11日 |
| STRUCTURE DECK - デビルズ・ゲート - (SD21)               | 2011年6月18日  |
| STRUCTURE DECK - ドラゴニック・レギオン - (SD22)         | 2011年12月10日 |
| 第8期                                                    | 発売日（絶版） |
| STRUCTURE DECK - 海皇の咆哮 - (SD23)                     | 2012年6月16日  |
| STRUCTURE DECK - 炎王の急襲 - (SD24)                     | 2012年12月8日  |
| STRUCTURE DECK - 青眼龍轟臨 - (SD25)                     | 2013年6月15日  |
| STRUCTURE DECK - 機光竜襲雷 - (SD26)                     | 2013年12月7日  |
| 第9期                                                    | 発売日（絶版） |
| STRUCTURE DECK - HERO's STRIKE - (SD27)                  | 2014年6月21日  |
| STRUCTURE DECK - シンクロン・エクストリーム - (SD28)     | 2014年12月6日  |
| STRUCTURE DECK - マスター・オブ・ペンデュラム - (SD29)   | 2015年6月20日  |
| STRUCTURE DECK - ペンデュラム・ドミネーション - (SD30)   | 2015年12月12日 |
| STRUCTURE DECK - 武藤遊戯 - (SDMY)                       | 2016年6月18日  |
| STRUCTURE DECK - 海馬瀬人 - (SDKS)                       | 2016年6月18日  |
| STRUCTURE DECK - ペンデュラム・エボリューション - (SD31) | 2016年12月23日 |
| 第10期                                                   | 発売日         |
| STRUCTURE DECK - サイバース・リンク - (SD32)             | 2017年6月17日  |
| STRUCTURE DECK - パワーコード・リンク - (SD33)           | 2017年12月9日  |
| STRUCTURE DECK - マスター・リンク - (SD34)               | 2018年6月23日  |
| STRUCTURE DECK - ソウルバーナー - (SD35)                 | 2018年12月8日  |
| STRUCTURE DECK - リボルバー - (SD36)                     | 2019年6月22日  |
| STRUCTURE DECK - リバース・オブ・シャドール - (SD37)     | 2019年12月7日  |
| STRUCTURE DECK - 混沌の三幻魔 - (SD38)                   | 2020年3月20日  |
| 第11期                                                   | 発売日         |
| STRUCTURE DECK - 精霊術の使い手 - (SD39)                 | 2020年7月4日   |
| STRUCTURE DECK - 凍獄の氷結界 - (SD40)                   | 2020年11月21日 |
| STRUCTURE DECK - サイバー流の後継者 - (SD41)             | 2021年5月15日  |
| STRUCTURE DECK - オーバーレイ・ユニバース - (SD42)       | 2021年6月26日  |
| STRUCTURE DECK - ALBA STRIKE - (SD43)                    | 2021年12月4日  |
| STRUCTURE DECK - 宝玉の伝説 - (SD44)                     | 2022年6月25日  |
| STRUCTURE DECK - 蟲惑魔の森 - (SD45)                     | 2022年12月3日  |
| 第12期                                                   | 発売日         |
| STRUCTURE DECK - 王者の鼓動 - (SD46)                     | 2023年6月24日  |

#### ストラクチャーデッキ R
過去に発売されたストラクチャーデッキを新規カードなどでリメイクしたデッキシリーズ。
| 第9期                                                | 発売日                |
| ---------------------------------------------------- | --------------------- |
| STRUCTURE DECK R - 真帝王降臨 - (SR01)               | 2015年9月19日（絶版） |
| STRUCTURE DECK R - 巨神竜復活 - (SR02)               | 2016年2月6日（絶版）  |
| STRUCTURE DECK R - 機械竜叛乱 - (SR03)               | 2016年9月24日（絶版） |
| STRUCTURE DECK R - 恐獣の鼓動 - (SR04)               | 2017年2月25日（絶版） |
| 第10期                                               | 発売日                |
| STRUCTURE DECK R - 神光の波動 - (SR05)               | 2017年9月23日（絶版） |
| STRUCTURE DECK R - 闇黒の呪縛 - (SR06)               | 2018年3月10日（絶版） |
| STRUCTURE DECK R - アンデットワールド - (SR07)       | 2018年9月22日         |
| STRUCTURE DECK R - ロード・オブ・マジシャン - (SR08) | 2019年3月9日          |
| STRUCTURE DECK R - ウォリアーズ・ストライク - (SR09) | 2019年9月28日         |
| STRUCTURE DECK R - マシンナーズ・コマンド - (SR10)   | 2020年2月22日         |
| 第11期                                               | 発売日                |
| STRUCTURE DECK R - ドラグニティ・ドライブ - (SR11)   | 2020年8月29日         |
| STRUCTURE DECK R - ロスト・サンクチュアリ - (SR12)   | 2021年8月7日          |
| STRUCTURE DECK R - デビルズ・ゲート - (SR13)         | 2022年8月6日          |
| 第12期                                               | 発売日                |
| STRUCTURE DECK R - 炎王の急襲 - (SR14)               | 2023年9月9日          |

### セット商品
STARTER BOX
1999年3月18日発売。ベルトホルダー付きケース、電卓、スターチップ収納付きファイル、スターチップが付属。劇場販売分は一部カードが差し替えられている。また、予約特典のカードもある。
EX
1999年12月16日発売。遊戯・海馬の2キャラクター分のデッキ・サイドデッキを封入。
2000年11月23日には追加カードとルールビデオが付属する「EX-R」を発売。
BOOSTER PACK COLLECTORS TIN（ブースターパック コレクターズ ティン） / デュエリストパックコレクション
ブースター数パックと特典カードの缶パッケージ。
| パック名                         | 発売日        |
| -------------------------------- | ------------- |
| BOOSTER PACK COLLECTORS TIN      | 2003年1月16日 |
| BOOSTER PACK COLLECTORS TIN 2004 | 2004年1月22日 |
| BOOSTER PACK COLLECTORS TIN 2005 | 2005年1月20日 |
| BOOSTER PACK COLLECTORS TIN 2006 | 2006年1月19日 |
| BOOSTER PACK COLLECTORS TIN 2007 | 2007年1月18日 |
| デュエリストパックコレクション   | 2008年1月12日 |
| BOOSTER PACK COLLECTORS TIN 2009 | 2009年1月17日 |

ストラクチャーデッキ -デラックスセット-
ストラクチャーデッキ2個、ブースター数パック、カードプロテクター、特典カードのセット。
- ストラクチャーデッキ -デラックスセット-（2003年12月11日）
- ストラクチャーデッキ -デラックスセット- Volume.2（2004年12月9日）

コンピューターゲームとのセット
本作を題材にしたコンピューターゲームと特典カード、既存カード商品などのセット。
- BEGINNERS PACK（ビギナーズパック）（2004年2月5日）
- ワールドチャンピオンシップ2006セット（2006年2月23日）

MASTER COLLECTION（マスターコレクション）
ブースター数パックと特典カード、デュエルフィールドとしても使えるカードファイルのセット。
- MASTER COLLECTION（2005年3月17日）
- MASTER COLLECTION Volume 2（2006年3月16日）
- MASTER COLLECTION Volume 3（2007年3月15日）

デュエルディスク
アニメに登場する「デュエルディスク」を模した玩具と特典カードのセット。一部商品には既存商品やカードプロテクターを同梱。
- デュエルディスク（デュエルモンスターズ）（2005年10月13日）
- アカデミーデュエルディスク（2005年12月1日）
- アカデミーデュエルディスク 通常版（2006年4月27日）
- アカデミーデュエルディスク スペシャルセット（2006年11月9日）
- アカデミーデュエルディスク オシリスレッド（2007年11月23日）
- デュエルディスク 遊星Ver.（2009年9月26日）
- デュエルディスク 遊星Ver.DX（2009年11月21日）
- デュエルディスク 遊星Ver.DX 2010（2010年11月20日）

2パックセット
「CYBERDARK IMPACT」以降、公認大会開催店で販売。ブースター2パックとパラレルレア仕様の特典カードのセット。
ストラクチャーデッキ スペシャルセット
ストラクチャーデッキにブースター4パック、カードプロテクター、特典カードを追加したセット。
- 恐竜の鼓動 スペシャルセット（2006年9月14日）
- 機械の叛乱 スペシャルセット（2006年9月14日）
- 閃光の波動 スペシャルセット（2006年12月14日）

デュエリストボックス
2008年11月15日発売。カードキャリングケース、デュエリスト・デバイス、新作アニメDVD、ブースター6パック、特典カードのセット。トイザらス限定版はケースとデバイスの色が異なる。
デュエリストボックス 2012
2011年11月26日発売。カードキャリングケース、デッキケース、シール、デュエルフィールド、カードプロテクター、ルールブック、プレイングガイド、ブースター6パック、特製デッキ、特典カードのセット。
STRUCTURE DECK -ロード・オブ・マジシャン- 限定版
2008年12月27日発売。一般店舗、ジャスコ、イトーヨーカドー、トイザらスで特典カードが異なる4種類のパッケージが存在する。
THE GOLD BOX
2012年8月25日発売。歴代の「GOLD SERIES」を再録、全てのカードがゴールドレア仕様。1箱4パックのセット。

EXバリュー
THE GOLD BOXと一部のパックを収録。
| パック名                           | 発売日         | 収録内容                                                       |
| ---------------------------------- | -------------- | -------------------------------------------------------------- |
| EXバリュー THE GOLD BOX+GS2013     | 2014年10月11日 | THE GOLD BOX２パック GOLD SERIES2013１パック                   |
| EXバリュー THE GOLD BOX+ABYR＆CBLZ | 2014年10月11日 | THE GOLD BOX２パック ABYSS RISING１パック COSMO BLAZER１パック |

MILLENNIUM BOX GOLD EDITION
2015年11月28日発売。新規カードと神のカードのみミレニアムゴールドレア仕様、既存カード37枚はミレニアムレア仕様。ストレージボックス、組み立て式カードケース、カードプロテクター、特典カードのセット。
QUARTER CENTURY DUELIST BOX
2023年12月23日発売。収録カードはウルトラレア仕様かスーパーレア仕様のいずれかをランダムで収録、トークンカードは遊戯王カードゲーム25周年ロゴをあしらったスペシャル仕様。マグネットカードホルダー、ストレージボックス、カードケースのセット。

### 応募者全員サービス
週刊少年ジャンプ、Vジャンプの応募者全員サービスの限定パック。
| 応募者全員サービス                                              | 備考                                                                    |
| --------------------------------------------------------------- | ----------------------------------------------------------------------- |
| LIMITED EDITION 1 遊戯パック・城之内パック・海馬パック          | 1999年6月 週刊少年ジャンプ 20号-25号                                    |
| LIMITED EDITION 2 遊戯パック・城之内パック・キースパック （WJ） | 2000年4月 週刊少年ジャンプ 21.22合併号-25号                             |
| LIMITED EDITION 3 遊戯パック・城之内パック・海馬パック （L3）   | 2001年5月 週刊少年ジャンプ 19号-24号                                    |
| LIMITED EDITION 4 遊戯パック・マリクパック （LE4）              | 2002年7月 週刊少年ジャンプ 22.23合併号-25号（遊戯） 26号-28号（マリク） |
| LIMITED EDITION 5 遊戯パック・海馬パック （LE5）                | 2003年4月 週刊少年ジャンプ 19号-22.23合併号（遊戯） 24号-27号（海馬）   |
| LIMITED EDITION 6 （LE6）                                       | 2004年4月 週刊少年ジャンプ 21号-24号                                    |
| LIMITED EDITION 7 （LE7）                                       | 2004年 Vジャンプ 12月号                                                 |
| エターナルRパック（LIMITED EDITION 8） （LE8）                  | 2005年 Vジャンプ 8月号                                                  |
| アルティメットセブンパック（LIMITED EDITION 9） （LE09）        | 2006年 Vジャンプ 7月号                                                  |
| LIMITED EDITION 10 CHAOS BLACK・HOLY WHITE （LE10）             | 2007年 Vジャンプ 7月号                                                  |
| LIMITED EDITION 11 （LE11）                                     | 2007年 Vジャンプ 12月号                                                 |
| LIMITED EDITION 12 （LE12）                                     | 2008年 Vジャンプ 7月号                                                  |
| LIMITED EDITION 13 （LE13）                                     | 2008年 Vジャンプ 8月号                                                  |
| LIMITED EDITION 14 （LE14）                                     | 2008年 Vジャンプ 12月号                                                 |
| LIMITED EDITION 15 （LE15）                                     | 2009年 Vジャンプ 7月号                                                  |
| LIMITED EDITION 16 （LE16）                                     | 2009年 Vジャンプ 8月号                                                  |
| LIMITED EDITION 17 （LE17）                                     | 2009年 Vジャンプ 12月号                                                 |
| V JUMP EDITION （VE01）                                         | 2010年 Vジャンプ 7月号                                                  |
| V JUMP EDITION 2 （VE02）                                       | 2010年 Vジャンプ 8月号                                                  |
| V JUMP EDITION 3 （VE03）                                       | 2010年 Vジャンプ 12月号                                                 |
| V JUMP EDITION 4 （VE04）                                       | 2010年 Vジャンプ 12月号                                                 |
| V JUMP EDITION 5 （VE05）                                       | 2011年 Vジャンプ 7月号                                                  |
| V JUMP EDITION 6 （VE06）                                       | 2011年 Vジャンプ 12月号                                                 |
| V JUMP EDITION 7 （VE07）                                       | 2012年 Vジャンプ 7月号                                                  |
| V JUMP EDITION 8 （VE08）                                       | 2012年 Vジャンプ 12月号                                                 |
| V JUMP EDITION 9 （VE09）                                       | 2013年 Vジャンプ 8月号                                                  |
| V JUMP EDITION 10 （VE10）                                      | 2013年 Vジャンプ 12月号                                                 |
| V JUMP EDITION ペンデュラムVバック （VE11）                     | 2014年 Vジャンプ 7月号                                                  |
| スペシャルサモン・エボリューション （VP14）                     | 2015年 Vジャンプ 1月号                                                  |
| 20thレジェンダリー・コレクション （VP15）                       | 2015年 Vジャンプ 7月号                                                  |

## 外国語版
世界各国で販売されており、収録内容の変更、日本国内での未発売商品の販売も行われている。
2020年の規定で特別なカードを除いて日本語版以外のカードをランキングデュエルで使用することは出来なくなっている。
店舗が行うノーリミットデュエルで使用する場合、ロゴなどカード裏面のデザインが一部異なるため、裏面を隠すカードスリーブに入れることが定められている。また、日本語版のテキストが確認できるものを用意する必要がある。
- 日本語版カードや日本語版の効果を記載した用紙など。携帯電話やスマートフォンなどの電子機器での表示と商品発売前に雑誌などで掲載されたカードの情報は無効となる。

### 表現規制
外国語版では単語やイラストの表現が一部修正されている。修正は性表現に関する規制はどの言語でも同じ修正で統一されている。宗教に関する規制は言語によって異なる。以下は一例。
- 宗教 - 十字架、天使や悪魔、「天使」「悪魔」という名前の使用、ヤギの角、五芒星や六芒星など。特に英版で厳しく規制されている。ポルトガル語版では「天使」「悪魔」の名称に対する規制はない。
  - 最も厳しい措置が取られたものとして「霊魂消滅」が存在する。初版の発売以降、あらゆる再録パックでも再発売がされておらず、2010年を境に本ゲームを題材としたあらゆるコンピューターゲーム作品から収録自体が取りやめとなり、すでに収録されていた遊戯王オンラインにおいてはゲーム内容から異例の削除措置が取られた。
- 暴力 - 銃や血液の描写、「死」のような単語など。
- 性 - 巨乳、男女を問わない露出。
- 商標-「お注射天使リリー」のみ該当。本ゲームが日本だけの販売時には赤十字マークが使用されていたが、海外販売時に赤十字マークが規制され、海外だけでなくその後に販売された日本版でも修正版のみが販売されている。

「RAIMEI」など外国語版で先行収録されたカードが、日本語版で表現が緩和されるという逆の事例もある。2012年より宗教に関する表現規制が緩和され「Prophecy Destroyer」はタロットカードの悪魔をモチーフとした角の生えた悪魔のイラストであるが修正されることなく発売された。

### Yu-Gi-Oh! TRADING CARD GAME
- 英語（EN） / フランス語（FR） / イタリア語（IT） / スペイン語（SP） / ポルトガル語（PT） / ドイツ語（DE）

収録されるカードは日本よりも数年遅れての販売となっている。一方でこの言語版のパックには一部カードが先行収録されており、これらの日本語版は「EXTRA PACK」に収録され数年後に販売される。
日本語版に比べ、強力なカードが高いレアリティに設定されているのが特徴。特に日本の公式大会で実績を残したカードはノーマル・レアカードといった低いレアリティであっても、軒並みシークレットレアにまで格上げされる。日本語版と異なりウルトラレア・シークレットレアが共通ではなく、シークレットレアでしか封入されないカードも存在する。これらのカードは米コナミ公式サイトのコラムで紹介される。
また日本市場向けの英語表記カード「アジア版（AE）」として、「ENEMY OF JUSTICE」までのブースターパックなどが販売されていた。
余談だが英語版では北米とEU圏では出荷工場の違いからカードの紙質および印刷の濃さやレアの加工などが異なっており、マニアの間では北米よりもEUのほうが質が高いとされているが日本では北米のほうが流通しているためか入手が少々困難となっている。

### 유희왕 OFFICIAL CARD GAME
- 韓国語（KR）

韓国ではテウォンメディアから発売されている。日本版、TCG版とは異なるロゴを使用している。
上記の言語版と異なり、収録されているカードが独自の封入構成となっており、レアリティもこの言語独自のレアリティが設定されている。
全体的に日本語版・英語版よりも強力なカードや入手が限られるカードが低いレアリティに設定されている。

### 遊戯王 公式 卡片 遊戯
- 中国語（TC）

長らく公式商品としては中国語版が存在しなかった（一部の日本のプレミアムカードは例外）が2014年に販売がスタートした。他言語版と異なり殆どのカードの中国語版が存在しないこと、アジア圏ではこれまで日本語版で大会を行っていたこともあり公式サイトでは日本語版のカードも併用することが推奨されている。
2016年を最後に新商品発売がない。

### 遊☆戯☆王オフィシャルカードゲーム
- 中国語(TC) *簡体字

2020年に販売開始が開始された。繁体字版の「遊戯王 公式 卡片 遊戯」とは異なり日本と同じ名称、ロゴで展開している。

## 関連書籍
全て集英社が発行。カードの使い方が実践的ではない、誤っていることがある。本作のカードが付属するのみの書籍、本作を題材としたコンピューターゲームの攻略本は割愛する。
Vジャンプ
新商品の紹介、最新の禁止・制限カードリストの公開など、積極的に本作を取り上げている。また、現在は本作のカードは不定期の付録以外にも、定期購読者の特典としても付属する。
週刊少年ジャンプ
Vジャンプよりも掲載ページ数は少ない。こちらも本作のカードを不定期的に付録にする。
ザ・ヴァリュアブル・ブック
発売時点のカード情報を網羅した公式カードカタログ。毎号カードが付属。
- ザ・ヴァリュアブル・ブック 発行日：1999年8月20日 ISBN 4-08-782764-X
- ザ・ヴァリュアブル・ブック2 発行日：2000年4月20日 ISBN 4-08-782041-6
- ザ・ヴァリュアブル・ブック3 発行日：2000年12月21日 ISBN 4-08-782135-8
- ザ・ヴァリュアブル・ブック4 発行日：2002年1月25日 ISBN 4-08-782047-5
- ザ・ヴァリュアブル・ブック5 発行日：2002年10月4日 ISBN 4-08-782053-X
- ザ・ヴァリュアブル・ブック6 発行日：2003年9月19日 ISBN 4-08-782060-2
- ザ・ヴァリュアブル・ブック7 発行日： 2004年8月25日 ISBN 4-08-782085-8
- ザ・ヴァリュアブル・ブック8 発行日：2005年8月25日 ISBN 4-08-782099-8
- ザ・ヴァリュアブル・ブック9 発行日：2006年8月24日 ISBN 4-08-782149-8
- ザ・ヴァリュアブル・ブック10 発行日：2007年8月24日 ISBN 978-4-08-782159-8
- ザ・ヴァリュアブル・ブック11 発行日：2008年8月21日 ISBN 978-4-08-782178-9
- ザ・ヴァリュアブル・ブック12 発行日：2009年8月21日 ISBN 978-4-08-782242-7
- ザ・ヴァリュアブル・ブック13 発行日：2010年8月20日 ISBN 978-4-08-782340-0
- ザ・ヴァリュアブル・ブック14 発行日：2011年8月24日 ISBN 978-4-08-782389-9
- ザ・ヴァリュアブル・ブック15 発行日：2012年8月21日 ISBN 978-4-08-782453-7
- ザ・ヴァリュアブル・ブック16 発行日：2013年8月24日 ISBN 978-4-08-782710-1
- ザ・ヴァリュアブル・ブック17 発行日：2014年8月21日 ISBN 978-4-08-782799-6
- ザ・ヴァリュアブル・ブック18 発行日：2015年8月12日 ISBN 978-4-08-792503-6
- ザ・ヴァリュアブル・ブック19 発行日：2017年2月24日 ISBN 978-4-08-792512-8
- ザ・ヴァリュアブル・ブック20 発行日：2018年2月23日 ISBN 978-4-08-792522-7
- ザ・ヴァリュアブル・ブック21 発行日：2019年3月20日 ISBN 978-4-08-792527-2
- ザ・ヴァリュアブル・ブック22 発行日：2020年3月19日 ISBN 978-4-08-792555-5

マスターガイド
ザ・ヴァリュアブル・ブックとは違い全カードが写真で掲載されているわけではないが、カードのバックストーリーなどにも触れている。毎号カードが付属。
- マスターガイド 発行日：2004年9月28日 ISBN 978-4-08-782089-8
- マスターガイド2 発行日：2008年3月28日 ISBN 978-4-08-782171-0
- マスターガイド3 発行日：2011年3月25日 ISBN 978-4-08-782377-6
- マスターガイド4 発行日：2014年3月20日 ISBN 978-4-08-782777-4
- マスターガイド5 発行日：2017年4月28日 ISBN 978-4-08-792516-6
- マスターガイド6 発行日：2020年2月7日 ISBN 978-4-08-792554-8

## オフィシャルカードゲーム以前のカード商品

### 遊☆戯☆王カードダス
オフィシャルカードゲーム展開以前、1998年のテレビ朝日版のテレビアニメ『遊☆戯☆王』が放送された時期に玩具版権を持っていたバンダイより発売されたカードダス。1999年に全3弾の発売を終了。総数はカードダス自販機販売分とプロモカードを合わせて全124種類。後にOCGもBOOSTERシリーズをカードダスで販売しているが、このカードダスとは関係ない。
カードデザインは裏面が原作のものに近い紫を基調とした渦巻き柄、表面が一律肌色で、OCGのようにカードの種類による色の違いがない。一部を除いたカードに少しずつルールが記載されており、集める度にルールを理解できる仕組みになっている。レアリティはノーマル仕様と箔押し・ホロ仕様の三種類。箔押しはOCGにおけるレア、ホロ仕様はスーパーレア相当の加工がなされている。モンスターの属性はアイコン化されているOCGとは異なり、共通化された背景から読み取る事が可能で、光・闇・土・木・水・雷・炎・属性のないカードの8種類が存在。ルールも単純なものになっている。収録されたカードは原作登場カードと東映版アニメ登場カードを中心とし、第一弾のみ登場人物のキャラクターカードが存在する。サプライグッズは4ポケットのカードアルバムとその追加ポケット、デッキケース(スターチップシールつき)が発売された。
ルールそのものが整備されていなかったことによりまともに対戦することが困難であったという評価もある。
| カードダス「遊戯王」カードリスト | カードダス「遊戯王」カードリスト | カードダス「遊戯王」カードリスト | カードダス「遊戯王」カードリスト | カードダス「遊戯王」カードリスト | カードダス「遊戯王」カードリスト                     |
| No                               | カード名                         | 収録弾                           | カードタイプ                     | レアリティ                       | 備考                                                 |
| -------------------------------- | -------------------------------- | -------------------------------- | -------------------------------- | -------------------------------- | ---------------------------------------------------- |
| 1                                | 武藤遊戯                         | 1弾                              | キャラクター                     | ノーマル                         | 表遊戯のカード化                                     |
| 2                                | 武藤遊戯                         | 1弾                              | キャラクター                     | ノーマル                         | 闇遊戯のカード化                                     |
| 3                                | 城之内克也                       | 1弾                              | キャラクター                     | ノーマル                         |                                                      |
| 4                                | 海馬瀬人                         | 1弾                              | キャラクター                     | ノーマル                         |                                                      |
| 5                                | 本田ヒロト                       | 1弾                              | キャラクター                     | ノーマル                         |                                                      |
| 6                                | 真崎杏子                         | 1弾                              | キャラクター                     | ノーマル                         |                                                      |
| 7                                | 野坂ミホ                         | 1弾                              | キャラクター                     | ノーマル                         |                                                      |
| 8                                | シャーディー                     | 1弾                              | キャラクター                     | ノーマル                         |                                                      |
| 9                                | 青眼の白竜                       | 1弾                              | モンスター                       | ホロ仕様                         |                                                      |
| 10                               | 真紅眼の黒竜                     | 1弾                              | モンスター                       | ホロ仕様                         |                                                      |
| 11                               | 暗黒騎士ガイア                   | 1弾                              | モンスター                       | 箔押し                           |                                                      |
| 12                               | カース・オブ・ドラゴン           | 1弾                              | モンスター                       | ノーマル                         |                                                      |
| 13                               | 竜騎士ガイア                     | 1弾                              | モンスター                       | ノーマル                         |                                                      |
| 14                               | ブラック・マジシャン             | 1弾                              | モンスター                       | 箔押し                           |                                                      |
| 15                               | 千年竜                           | 1弾                              | モンスター                       | ノーマル                         |                                                      |
| 16                               | 昆虫人間                         | 1弾                              | モンスター                       | ノーマル                         |                                                      |
| 17                               | 火器付機甲鎧昆虫人間             | 1弾                              | モンスター                       | ノーマル                         |                                                      |
| 18                               | ハーピィ・レディ1                | 1弾                              | モンスター                       | ノーマル                         |                                                      |
| 19                               | メガザウラー                     | 1弾                              | モンスター                       | ノーマル                         |                                                      |
| 20                               | 二頭を持つキング・レックス       | 1弾                              | モンスター                       | ノーマル                         |                                                      |
| 21                               | デーモンの召喚                   | 1弾                              | モンスター                       | 箔押し                           |                                                      |
| 22                               | アフロディーテ                   | 1弾                              | モンスター                       | ノーマル                         |                                                      |
| 23                               | 砦を守る翼竜                     | 1弾                              | モンスター                       | ノーマル                         |                                                      |
| 24                               | 暗黒の竜王                       | 1弾                              | モンスター                       | ノーマル                         |                                                      |
| 25                               | 竜族封印の壺                     | 1弾                              | モンスター                       | ノーマル                         |                                                      |
| 26                               | ジャッジ・マン                   | 1弾                              | モンスター                       | ノーマル                         |                                                      |
| 27                               | エルフの剣士                     | 1弾                              | モンスター                       | ノーマル                         |                                                      |
| 28                               | ベビー・ドラゴン                 | 1弾                              | モンスター                       | ノーマル                         |                                                      |
| 29                               | シルバーフォング                 | 1弾                              | モンスター                       | ノーマル                         |                                                      |
| 30                               | 闇・道化師のサギー               | 1弾                              | モンスター                       | ノーマル                         |                                                      |
| 31                               | ホーリードール                   | 1弾                              | モンスター                       | ノーマル                         |                                                      |
| 32                               | ラーバモス                       | 1弾                              | モンスター                       | ノーマル                         |                                                      |
| 33                               | グレート・モス                   | 1弾                              | モンスター                       | ノーマル                         |                                                      |
| 34                               | ルイーズ                         | 1弾                              | モンスター                       | ノーマル                         |                                                      |
| 35                               | ホーリー・エルフ                 | 1弾                              | モンスター                       | ノーマル                         |                                                      |
| 36                               | 炎の剣士                         | 1弾                              | モンスター                       | ノーマル                         |                                                      |
| 37                               | 闇魔界の覇王                     | 1弾                              | モンスター                       | ノーマル                         |                                                      |
| 38                               | 封印されしエクゾディア           | 1弾                              | モンスター                       | 箔押し                           |                                                      |
| 39                               | 封印されし者の右脚               | 1弾                              | モンスター                       | ノーマル                         |                                                      |
| 40                               | 封印されし者の右腕               | 1弾                              | モンスター                       | ノーマル                         |                                                      |
| 41                               | 封印されし者の左脚               | 1弾                              | モンスター                       | ノーマル                         |                                                      |
| 42                               | 封印されし者の左腕               | 1弾                              | モンスター                       | ノーマル                         |                                                      |
| 43                               | 迷宮の魔戦車                     | 2弾                              | モンスター                       | 箔押し                           |                                                      |
| 44                               | 雷魔神－サンガ                   | 2弾                              | モンスター                       | 箔押し                           |                                                      |
| 45                               | 風魔神－ヒューガ                 | 2弾                              | モンスター                       | 箔押し                           |                                                      |
| 46                               | 水魔神－スーガ                   | 2弾                              | モンスター                       | 箔押し                           |                                                      |
| 47                               | 時の魔術師                       | 2弾                              | 魔法                             | ホロ仕様                         |                                                      |
| 48                               | 融合                             | 2弾                              | 魔法                             | ホロ仕様                         |                                                      |
| 49                               | ブラック・デーモンズ・ドラゴン   | 2弾                              | モンスター                       | ホロ仕様                         |                                                      |
| 50                               | 鎖付きブーメラン                 | 2弾                              | 罠                               | ノーマル                         |                                                      |
| 51                               | 一角獣のホーン                   | 2弾                              | 装備                             | ノーマル                         |                                                      |
| 52                               | サイバー・ボンテージ             | 2弾                              | 装備                             | ノーマル                         |                                                      |
| 53                               | 万華鏡-華麗なる分身-             | 2弾                              | 魔法                             | ノーマル                         |                                                      |
| 54                               | ゴースト王-パンプキング-         | 2弾                              | モンスター                       | ノーマル                         |                                                      |
| 55                               | 逆転の女神                       | 2弾                              | モンスター                       | ノーマル                         |                                                      |
| 56                               | カタパルト・タートル             | 2弾                              | モンスター                       | ノーマル                         |                                                      |
| 57                               | 海竜神                           | 2弾                              | モンスター                       | ノーマル                         |                                                      |
| 58                               | メタル・ガーディアン             | 2弾                              | モンスター                       | ノーマル                         |                                                      |
| 59                               | 岩石の巨兵                       | 2弾                              | モンスター                       | ノーマル                         |                                                      |
| 60                               | アックス・レイダー               | 2弾                              | モンスター                       | ノーマル                         |                                                      |
| 61                               | ミノタウルス                     | 2弾                              | モンスター                       | ノーマル                         |                                                      |
| 62                               | バーバリアン2号                  | 2弾                              | モンスター                       | ノーマル                         |                                                      |
| 63                               | ガルーザス                       | 2弾                              | モンスター                       | ノーマル                         |                                                      |
| 64                               | シャドウ・グール                 | 2弾                              | モンスター                       | ノーマル                         |                                                      |
| 65                               | ドラゴンゾンビ                   | 2弾                              | モンスター                       | ノーマル                         |                                                      |
| 66                               | 剣竜                             | 2弾                              | モンスター                       | ノーマル                         |                                                      |
| 67                               | 屍を貪る竜                       | 2弾                              | モンスター                       | ノーマル                         |                                                      |
| 68                               | グレムリン                       | 2弾                              | モンスター                       | ノーマル                         |                                                      |
| 69                               | ヘラクレス・ビートル             | 2弾                              | モンスター                       | ノーマル                         |                                                      |
| 70                               | 魔物の狩人                       | 2弾                              | モンスター                       | ノーマル                         |                                                      |
| 71                               | デビル・クラーケン               | 2弾                              | モンスター                       | ノーマル                         |                                                      |
| 72                               | 海月-ジェリーフィッシュ-         | 2弾                              | モンスター                       | ノーマル                         |                                                      |
| 73                               | 鎧蜥蜴                           | 2弾                              | モンスター                       | ノーマル                         |                                                      |
| 74                               | 牛魔人                           | 2弾                              | モンスター                       | ノーマル                         |                                                      |
| 75                               | マンモスの墓場                   | 2弾                              | モンスター                       | ノーマル                         |                                                      |
| 76                               | バロックス                       | 2弾                              | モンスター                       | ノーマル                         |                                                      |
| 77                               | ハーピィ・レディ2                | 2弾                              | モンスター                       | ノーマル                         |                                                      |
| 78                               | ハーピィ・レディ3                | 2弾                              | モンスター                       | ノーマル                         |                                                      |
| 79                               | 格闘戦士アルティメーター         | 2弾                              | モンスター                       | ノーマル                         |                                                      |
| 80                               | 鎧武者ゾンビ                     | 2弾                              | モンスター                       | ノーマル                         |                                                      |
| 81                               | サイガー                         | 2弾                              | モンスター                       | ノーマル                         |                                                      |
| 82                               | キラー・ビー                     | 2弾                              | モンスター                       | ノーマル                         |                                                      |
| 83                               | マーダーサーカス・ゾンビ         | 2弾                              | モンスター                       | ノーマル                         |                                                      |
| 84                               | 壺魔人                           | 2弾                              | モンスター                       | ノーマル                         |                                                      |
| 85                               | タイガー・アックス               | 2弾                              | モンスター                       | ノーマル                         |                                                      |
| 86                               | インプ                           | 2弾                              | モンスター                       | ノーマル                         |                                                      |
| 87                               | エレキッズ                       | 2弾                              | モンスター                       | ノーマル                         |                                                      |
| 88                               | 死者蘇生                         | 2弾                              | 魔法                             | ホロ仕様                         |                                                      |
| 89                               | ガーゴイル                       | 3弾                              | モンスター                       | ノーマル                         |                                                      |
| 90                               | ワイト                           | 3弾                              | モンスター                       | ノーマル                         |                                                      |
| 91                               | 巨大化                           | 3弾                              | 魔法                             | ノーマル                         |                                                      |
| 92                               | きのこマン                       | 3弾                              | モンスター                       | ノーマル                         |                                                      |
| 93                               | サイクロプス                     | 3弾                              | モンスター                       | ノーマル                         |                                                      |
| 94                               | 邪悪なるワーム・ビースト         | 3弾                              | モンスター                       | ノーマル                         |                                                      |
| 95                               | 闇・エネルギー                   | 3弾                              | 魔法                             | ノーマル                         |                                                      |
| 96                               | ゴールデンペガサス               | 3弾                              | モンスター                       | ノーマル                         |                                                      |
| 97                               | キングレックス                   | 3弾                              | モンスター                       | ノーマル                         |                                                      |
| 98                               | イエローヘカテー                 | 3弾                              | モンスター                       | ノーマル                         |                                                      |
| 99                               | レッドヘカテー                   | 3弾                              | モンスター                       | ノーマル                         |                                                      |
| 100                              | バイオレットヘカテー             | 3弾                              | モンスター                       | ノーマル                         |                                                      |
| 101                              | ゴーゴン                         | 3弾                              | モンスター                       | ノーマル                         |                                                      |
| 102                              | キングビートル                   | 3弾                              | モンスター                       | ノーマル                         |                                                      |
| 103                              | ロックガン                       | 3弾                              | モンスター                       | ノーマル                         |                                                      |
| 104                              | ナイトソルジャー                 | 3弾                              | モンスター                       | ノーマル                         |                                                      |
| 105                              | ネオンナイト                     | 3弾                              | モンスター                       | ノーマル                         |                                                      |
| 106                              | キマイラ                         | 3弾                              | モンスター                       | ノーマル                         |                                                      |
| 107                              | デビルドラゴン                   | 3弾                              | モンスター                       | ノーマル                         |                                                      |
| 108                              | ダークゾーラ                     | 3弾                              | モンスター                       | ノーマル                         |                                                      |
| 109                              | マジカルシルクハット             | 3弾                              | 魔法                             | 箔押し                           |                                                      |
| 110                              | 六芒星の呪縛                     | 3弾                              | 魔法                             | ホロ仕様                         |                                                      |
| 111                              | メテオドラゴン                   | 3弾                              | モンスター                       | ノーマル                         |                                                      |
| 112                              | 大地の竜脈                       | 3弾                              | 魔法                             | ノーマル                         |                                                      |
| 113                              | メテオ・ブラック・ドラゴン       | 3弾                              | モンスター                       | ホロ仕様                         |                                                      |
| 114                              | 青眼の白竜3体連結(左上）         | 3弾                              | モンスター                       | 箔押し                           |                                                      |
| 115                              | 青眼の白竜3体連結(右上）         | 3弾                              | モンスター                       | 箔押し                           |                                                      |
| 116                              | 青眼の白竜3体連結(左下）         | 3弾                              | モンスター                       | ノーマル                         |                                                      |
| 117                              | 青眼の白竜3体連結(右下）         | 3弾                              | モンスター                       | ノーマル                         |                                                      |
| 118                              | BLUE EYES WHITE DRAGON           | 3弾                              | モンスター                       | ホロ仕様                         | 東映版映画・原作に登場する英語版「青眼の白竜」の再現 |
| J1                               | 聖なるバリア～ミラーフォース～   | プロモ                           | 罠                               | ホロ仕様                         | 週刊少年ジャンプ・Vジャンプ誌抽選プレゼント          |
| J2                               | 光の護封剣                       | プロモ                           | 魔法                             | ホロ仕様                         | 週刊少年ジャンプ・Vジャンプ誌抽選プレゼント          |
| J3                               | ゲート・ガーディアン             | プロモ                           | モンスター                       | ホロ仕様                         | 週刊少年ジャンプ・Vジャンプ誌抽選プレゼント          |
| TA1                              | 邪悪なる鎖                       | プロモ                           | 魔法                             | ノーマル                         | '99春東映アニメフェア前売り券購入者特典              |
| TA2                              | 青眼の白竜 3体連結               | プロモ                           | モンスター                       | ノーマル                         | '99春東映アニメフェア来場者配布                      |

### コレクターズカード
ゲームボーイ版『遊戯王デュエルモンスターズ』やPSソフト『遊戯王 モンスターカプセル ブリード&バトル』の特典として作られたカード。後のOCGよりカードサイズが大きい。カードの一部にはOCGにイラストが転用されたものも存在する。
| コレクターズカード カードリスト           | コレクターズカード カードリスト                                                     | コレクターズカード カードリスト                |
| カード名                                  | 収録ソフト                                                                          | 備考                                           |
| ----------------------------------------- | ----------------------------------------------------------------------------------- | ---------------------------------------------- |
| デモニス                                  | PSソフト『遊戯王 モンスターカプセル ブリード&バトル』                               |                                                |
| ハシリトカゲ                              | PSソフト『遊戯王 モンスターカプセル ブリード&バトル』                               |                                                |
| アイアノイド                              | PSソフト『遊戯王 モンスターカプセル ブリード&バトル』                               |                                                |
| ソニックアイ                              | PSソフト『遊戯王 モンスターカプセル ブリード&バトル』                               |                                                |
| ゾーク                                    | PSソフト『遊戯王 モンスターカプセル ブリード&バトル』                               |                                                |
| バッティー                                | PSソフト『遊戯王 モンスターカプセル ブリード&バトル』                               |                                                |
| ホーリー・エルフ                          | PSソフト『遊戯王 モンスターカプセル ブリード&バトル』                               | カードイラストはOCGに転用された                |
| ダイナソーウイング                        | PSソフト『遊戯王 モンスターカプセル ブリード&バトル』                               |                                                |
| レッドスコーピー                          | PSソフト『遊戯王 モンスターカプセル ブリード&バトル』                               |                                                |
| B・E・W(ブルー・アイズ・ホワイト)ドラゴン | PSソフト『遊戯王 モンスターカプセル ブリード&バトル』                               | カードイラストはOCG(STARTER BOX版)に転用された |
| 死者蘇生                                  | GBソフト『遊戯王デュエルモンスターズ』                                              | カードイラストはOCGに転用された                |
| 聖なるバリア-ミラーフォース-              | GBソフト『遊戯王デュエルモンスターズ』                                              | カードイラストはOCGに転用された                |
| ブラック・マジシャン                      | GBソフト『遊戯王デュエルモンスターズ』                                              | カードイラストはOCG(Vol.1版)に転用された       |
| R・E・B(レッド・アイズ・ブラック)ドラゴン | GBソフト『遊戯王デュエルモンスターズ』                                              | カードイラストはOCG(Vol.3版)に転用された       |
| デーモンの召喚                            | GBソフト『遊戯王デュエルモンスターズ』                                              | カードイラストはOCG(Vol.4版)に転用された       |
| 光の護封剣                                | GBソフト『遊戯王デュエルモンスターズ』                                              | カードイラストはOCGに転用された                |
| ガーゴイル                                | GBソフト『遊戯王デュエルモンスターズ』                                              | カードイラストはOCGに転用された                |
| 闇晦ましの城                              | GBソフト『遊戯王デュエルモンスターズ』                                              | カードイラストはOCGに転用された                |
| サイクロプス                              | GBソフト『遊戯王デュエルモンスターズ』                                              | カードイラストはOCGに転用された                |
| B・D(ブラック・デーモンズ)ドラゴン        | GBソフト『遊戯王デュエルモンスターズ』                                              | カードイラストはOCGに転用された                |
| 聖夜竜(ホーリー・ナイト・ドラゴン)        | GBソフト『遊戯王デュエルモンスターズ』先行体験会配布 赤マルジャンプ誌抽選プレゼント | カードイラストはOCGに転用された                |

### トップ　遊戯王カードガム
1999年4月にトップ製菓から発売されたガム付属カード。収録されているのはすべてモンスターで、王国編初期と東映版のカードで占められている。
| 青眼の白竜                 |
| ブラック・マジシャン       |
| デーモンの召喚             |
| ゴーゴン                   |
| 真紅眼の黒竜               |
| メテオ・ブラック・ドラゴン |
| 暗黒騎士ガイア             |
| カース・オブ・ドラゴン     |
| デモノミスト               |
| レッドヘカテー             |
| ネオンナイト               |
| オルフェイア               |
| キマイラ                   |
| デビルドラゴン             |
| キングレックス             |
| メデューサ                 |
| 暗黒の竜王                 |
| ゾンビマスター             |
| エルフの剣士               |
| 砦を守る翼竜               |
| 邪悪なるワーム・ビースト   |
| ダークマンモス             |
| ロックガン                 |
| キングビートル             |
| グレムリン                 |
| メテオ・ドラゴン           |
| ゴールデンペガサス         |
| シャドウマン               |
| ダーク・ゾーラ             |
| ルイーズ                   |
| サラマンドラ               |
| サイクロプス               |
| シルバーフォング           |
| デスウルフ                 |
| アフロディーテ             |
| エクゾディア               |
| 封印されしエクゾディア     |
| 血のゾンビ                 |
| ガーゴイル                 |
| ブラックスコーピオン       |
| ホーリー・エルフ           |
| ガイコツコウモリ           |
| キノコマン                 |
| スリーピングワーム         |
| ナイトソルジャー           |
| ゾンビ                     |
| 闇・道化師のサギー         |
| ゴースト                   |
| 半魚人                     |
| ワイト                     |